# Historia de Estrasburgo

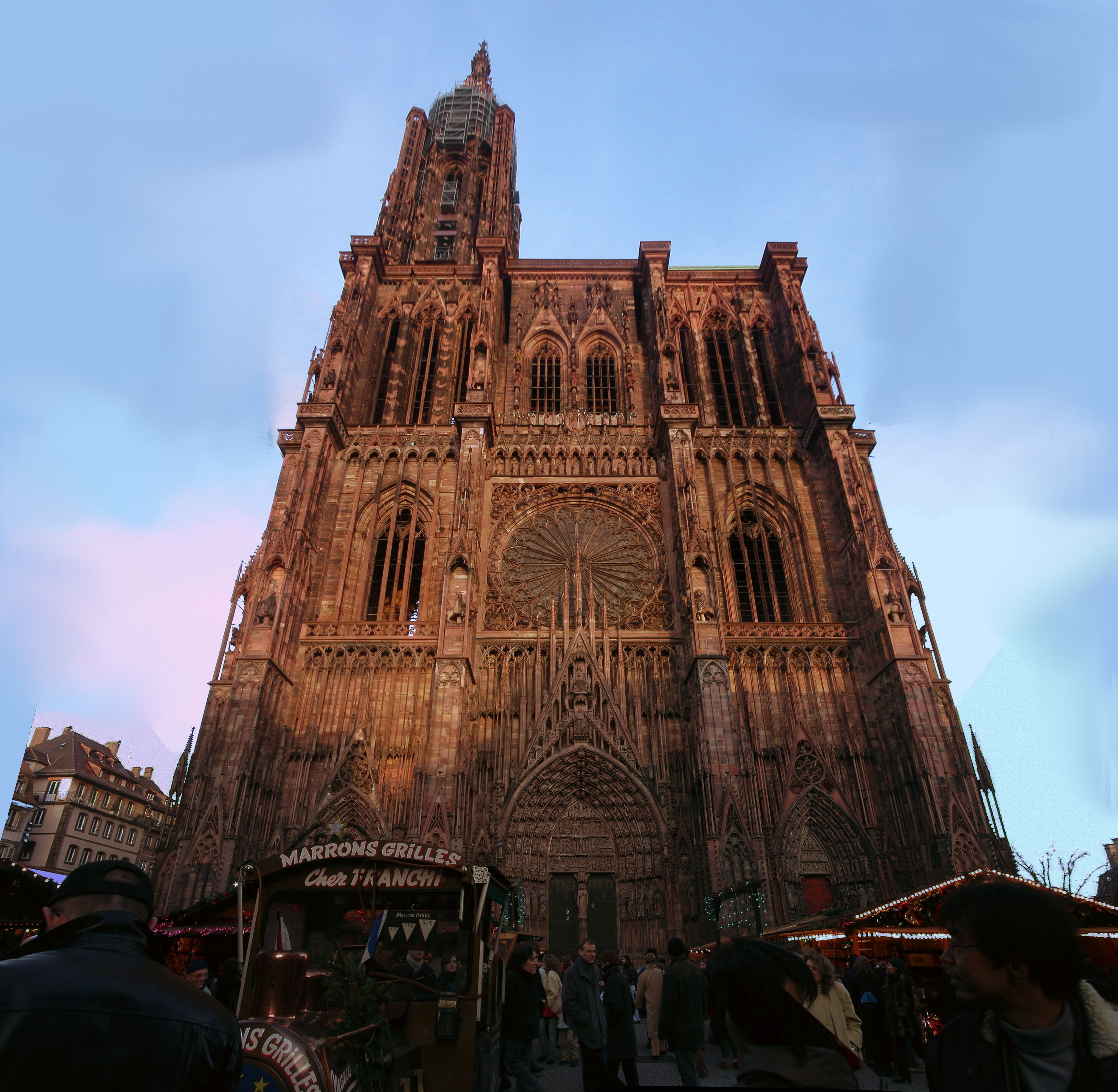
Vista general de la fachada principal de la Catedral Notre-Dame de Estrasburgo tomada desde la explanada donde se celebra desde la Edad Media el tradicional Marché de Noël o mercado de Navidad. El edificio, uno de los lugares simbólicos de la ciudad, ha sido testigo de hechos relevantes de la Historia de Estrasburgo desde los inicios de su prologada construcción a principios del.

La historia de Estrasburgo se remonta a la fundación de esta ciudad francesa como campamento militar por los romanos en el 12 a. C. Durante la Edad Media conoció un periodo de esplendor económico como ciudad libre del Sacro Imperio Romano Germánico y cultural durante el Renacimiento tras la adopción de la Reforma protestante afirmándose como capital de Alsacia, territorio que a partir del siglo XIX será objeto de continuas disputas entre Francia y Alemania. Tras el final de la Segunda Guerra Mundial, la ciudad se convirtió en uno de los símbolos de la reconciliación franco-alemana y de la construcción de la Unión Europea, albergando desde entonces la sede de algunas de sus más relevantes instituciones y organismos.

## Fundación mítica
Según una tradición, sostenida desde el siglo XIV por los cronistas Königshoven y Daniel Specklin en el siglo XVI, Estrasburgo tendría un origen más antiguo que la misma Roma, al haber sido fundada por Trebeta, hijo del legendario rey asirio Nino o Ninus e hijastro de la reina Semíramis de Babilonia. Exiliado en Occidente, Trebeta fundaría igualmente la ciudad de Tréveris, más al norte, y sus descendientes darían origen a los pueblos célticos de los Treveris y los Triboccorum. Investigaciones arqueológicas han señalado sin embargo el origen romano de Estrasburgo.

## Fundación romana
El origen de la ciudad se sitúa en una isla promontorio formada en su confluencia, por los ríos Ill y Bruche antes de su desembocadura en el Rin. Ésta habría surgido desde el último periodo frío del Cuaternario o Glaciación de Würm (80.000 a. C. - 10.000 a. C.), por retroceso del Rin que formaría un área aluvial y rica en meandros inundables, a proximidad de las rutas convergentes que atravesaban en la época antigua Europa desde el oeste hacia los valles del Danubio en el este, y desde el norte, Alemania y los Países Bajos, hacia el sur en el valle del Ródano e Italia. Durante el periodo que va de la Edad de Bronce (1200 a. C.) a la del hierro (700 a. C. a siglo I a. C.), la isla habría estado ocupada de manera esporádica por pobladores celtas, los cuales debieron de alternar su asentamiento con otros lugares dispersos por el área en función de las inundaciones.
Entre los años 12 a. C. y 9 a. C., el general romano Druso el Mayor (38 a. C. - 9 a. C.), hermano del emperador Tiberio, es encargado de ejecutar el plan de Augusto para la consolidación de la frontera renana de la Galia que permitiría las incursiones posteriores en territorio de la Germania, siguiendo una estrategia similar a la empleada para la conquista de los territorios galos. Es por entonces que se instala un "castella" o fortín de vigilancia sobre el asentamiento celta de nombre Argentorate. El nombre latinizado del asentamiento sería de origen celta, compuesto por los vocablos argent (aguazal, agua) y rate (fortaleza).
Esta acción fue oficialmente fechada en el año 12 a. C. por la ciudad de Estrasburgo para la celebración de su bimilenario en 1988.

## Época romana:Argentoratum(12a.C. - 496)
Tras el desastre del romano Varo en la batalla del bosque de Teutoburgo en otoño del 9 a. C., el castellum de Argentoratum se transforma en el campamento militar o Castrum, integrado en la red de fortines creada en la frontera del Imperium o limes por el ejército romano, desde el lago de Constanza hasta Oppidum Batavorum (Nimega) y acoge inicialmente a la replegada Legio II Augusta y más tarde, desde el año 80, de manera permanente a la Legio VIII Augusta hasta finales del siglo IV.
Paralelamente a su funcionalidad militar, el castrum va adquiriendo relevancia política y económica gracias a la implantación de vicus canabensium o comunidades de civiles artesanos y comerciantes en los arrabales, de manera que entre el siglo II o el siglo III deviene Civitas Argentoratum y se señala en la Notitia Dignitatum como capital administrativa del territorio de los Triboccorum, relevando en importancia a la ciudad de Brocomagus (Brumath).

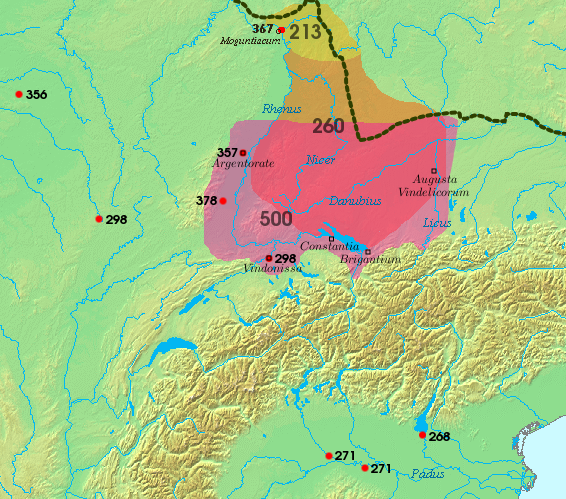
Territorio de asentamiento de los Alamanni que ocuparon el área de Argentoratum durante el. Se indica las fechas de las batallas con las legiones romanas.

Desde el siglo II, la creciente presión de los pueblos germánicos sobre el limes custodiado desde Argentoratum se manifiesta en una primera incursión de los marcomanos, que en el año 175 atacaron el canabae. En el 235, el emperador Alejandro Severo (208 - 235) lanzó desde Argentoratum una expedición contra los germanos durante la cual resulta asesinado por un motín que provoca la invasión y destrucción del castrum. Reconstruido pero con población civil limitada para primar su carácter militar, en el 352 vuelve a ser atacado por los alamanes que en la misma incursión saquean las ciudades y campos de Mogontiacum, Vangionum y Nemetum. Esta acción es respondida en el 357 por el ejército del emperador Juliano el Apóstata (c.331-363) quien se enfrentó a los alamanes en una zona próxima de Estrasburgo, derrotándolos en la batalla de Argentoratum.
La estabilidad alcanzada tras la intervención de Juliano se fue deteriorando posteriormente y con el debilitamiento de las guarniciones romanas en 405, el poder romano cedió a la invasión y ocupación de Alsacia por los pueblos germanos que atravesaron en masa el Rin helado el 31 de diciembre de 406. Durante el siglo V, Argentoratum, como otros núcleos, acoge y da refugio a la población romanizada frente a los ocupantes alamanes que prefieren la vida fuera de las ciudades, sin que ello evite ser arrasada en el 451 por las huestes de Atila.
Hacia el 496, el rey franco Clodoveo I (c.466 - 511) derrotó a los alamanes en la Batalla de Tolbiac, acontecimiento que marca el inicio de la dominación merovingia de Alsacia y el resurgir de la ciudad.

## Períodos Merovingio y Carolingio:Strateburg(496 a 887)
Tras la batalla de Tolbiac, hacia el 500 los francos de Clodoveo I reconstruyen una nueva ciudad sobre las ruinas de Argentoratum, que rebautizan con el nombre franco de Strateburgum o "ciudad de los caminos" y se restaura el obispado que según la tradición se había instaurado entre el siglo III y el siglo IV. Los obispos Argobasto y Florencio se aplican en la conversión de los alamanes y relanzan el proceso de cristianización y en el 510, Clodoveo I manda edificar la primera catedral.
Tras el reparto de 511 de las posesiones de Clodoveo I, la ciudad queda integrada en el reino de Austrasia a partir de Teodorico I (484 - 534?). Desde entonces, la multiplicación de las donaciones de los derechos del suelo a los obispos por parte de los reyes merovingios, acrecentaron su influencia y poder ante la ausencia de una representación directa del monarca.

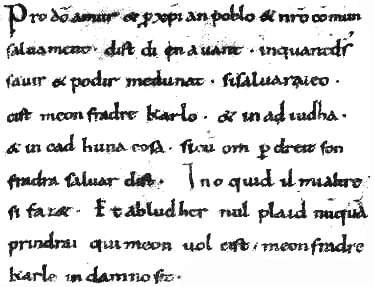
Extracto del texto de los Juramentos de Estrasburgo de 842, transcritos en la lengua romance de Carlos el Calvo.

Esta tendencia sería mantenida por la dinastía carolingia, iniciada con la proclamación de Pipino el Breve (715 - 768) como rey de Austrasia en el 751. Así, Ludovico Pío (814 - 840) delegó la administración de la justicia e impuestos en el obispado de Estrasburgo al que concedió el privilegio de la inmunidad sobre sus posesiones.
El 14 de febrero de 842 tienen lugar los Juramentos de Estrasburgo o el pacto por el cual los nietos de Carlomagno, Carlos el Calvo (823 - 877) y Luis el Germánico (806 - 876) acordaron una alianza militar en contra de su hermano mayor Lotario I (795-855). Las hostilidades terminarían con el reparto del Imperio carolingio por el Tratado de Verdún de 843 y en el que la ciudad de Estrasburgo es asignada al reino de Lotario, la llamada Lotaringia. En el 887 tras la destitución del emperador Carlos el Gordo, quien había logrado brevemente integrar la Lotaringia a sus posesiones, se provocó el desmembramiento definitivo del Imperio carolingio y nueva asignación territorial de Estrasburgo al reino de Germania de Arnulfo de Carintia (850 - 899), hecho que marcaría el paso de la ciudad al mundo de influencia germánico.

## Ciudad bajo soberanía episcopal (887 - 1262)
En el 982 el emperador Otón II concede al obispado de Estrasburgo la total autoridad sobre el conjunto de la ciudad y sus arrabales, extendiendo el privilegio incluso sobre las tierras de propiedad ajena al obispado, una decisión que completaba una precedente cesión de los derechos de acuñación de moneda y del taller real en el 974. De este modo el obispo de Estrasburgo, guía espiritual y jefe de la diócesis, deviene el señor feudal de la ciudad y territorios vecinales, algunos de ellos serán elegidos por designación del emperador en el entorno de la familia imperial, como Widerold (991 - 1000), Wernher (1001 - 1028) y Guillermo I (1029 - 1046). 
En el 1002, durante la guerra de sucesión al Imperio, la ciudad gobernada por el obispo Wernher es asediada y sometida al pillaje por las tropas del duque de Suabia Hermann, que incendian la catedral. Wernher decide en el 1015 reconstruir un nuevo edificio de grandes dimensiones, que será el precursor de la Catedral de Notre-Dame de Estrasburgo. 
Hacia el 1120 ante la prosperidad y creciente influencia de los burgueses, se concede el primer estatuto municipal, que, aunque afirma el poder episcopal, sanciona por escrito los derechos y obligaciones de los burgueses que se convierten en garantes de la seguridad y defensa de la ciudad. Lotario III en el 1129 concede el privilegio a los burgueses de ser juzgados exclusivamente por un tribunal de la ciudad, compuesto por varios Heimburger nombrados por el pueblo aunque el puesto de juez permanece designado por el obispo. La voluntad de mayor autonomía de los burgueses queda confirmada en el 1205 cuando Felipe de Suabia les otorga nuevos privilegios excepcionales en materia de exoneración de impuestos, lo que conduce a una mayor contestación del poder episcopal. Sin embargo, en el 1214, el obispo Enrique de Veringen consigue del emperador Federico II Hohenstaufen recuperar la tutela de los bienes comunales y el poder de nombrar al jefe del consejo de la ciudad.

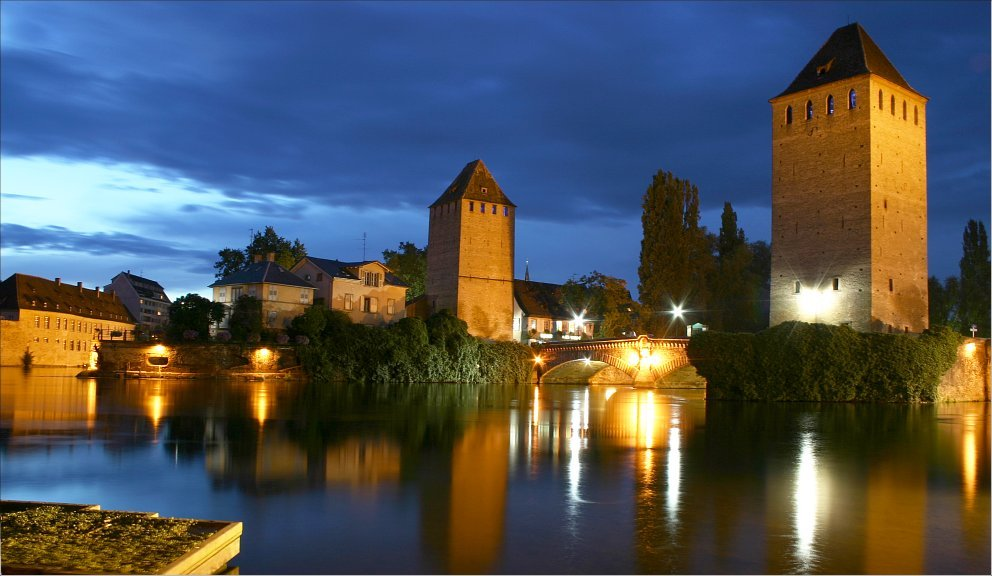
Imagen nocturna del quai des Ponts-Couverts de Estrasburgo, la capital de Alsacia. Declarado Patrimonio de la Humanidad Unesco en 1988, el centro histórico de esta ciudad alberga numerosas edificaciones testigos de su prosperidad durante la Edad Media, como este puente fortificado construido entre 1230 y 1250.

A partir del 1225, el poder episcopal se extiende por la región y se convierte en preponderante cuando al tomar parte en las disputas de la sucesión a los condes de Eguisheim, consiguen apoderarse de una parte de las posesiones de la familia. En el 1254, el consejo bajo influencia de los burgueses recupera el control de los bienes comunales revocando el puesto de los funcionarios nombrados por el obispo y declara la unión de Estrasburgo y su obispado a la Liga del Rin formada en julio de 1254 por las ciudades de Maguncia, Worms, Espira, Basilea, los arzobispados de Colonia, Tréveris y el obispo de Metz.
La oposición política entre burgueses y el obispo tornaría en enfrentamiento armado tras la investidura en el 1260 del obispo Walther de Geroldseck, que en una demostración de fuerza y desafío se hace acompañar por 1.500 caballeros. Los burgueses, que encuentran apoyo en el obispado de Basilea y las ciudades de Mulhouse y Colmar, enemistadas con el obispo de Estrasburgo, multiplican los incidentes de contestación tras el decreto de prohibición de sacramento dictado contra ellos por Walther. El 8 de marzo de 1262, el enfrentamiento a campo abierto entre los dos partidos tiene lugar en Hausbergen y resulta en derrota de los partidarios del obispo y su exilio. Su sucesor, el obispo Enrique de Geroldseck, firma en el 1263 el final de las hostilidades en un acuerdo por el que les transfiere el gobierno de la ciudad y autonomía política a los burgueses. Estrasburgo evoluciona entonces de ciudad en señorío feudal a ciudad libre del Imperio, rango que la equipara en privilegios a otras ciudades o principados, como el del duque de Baviera o los de los príncipes electores.

## Ciudad Libre del Imperio (1263 - 1518)

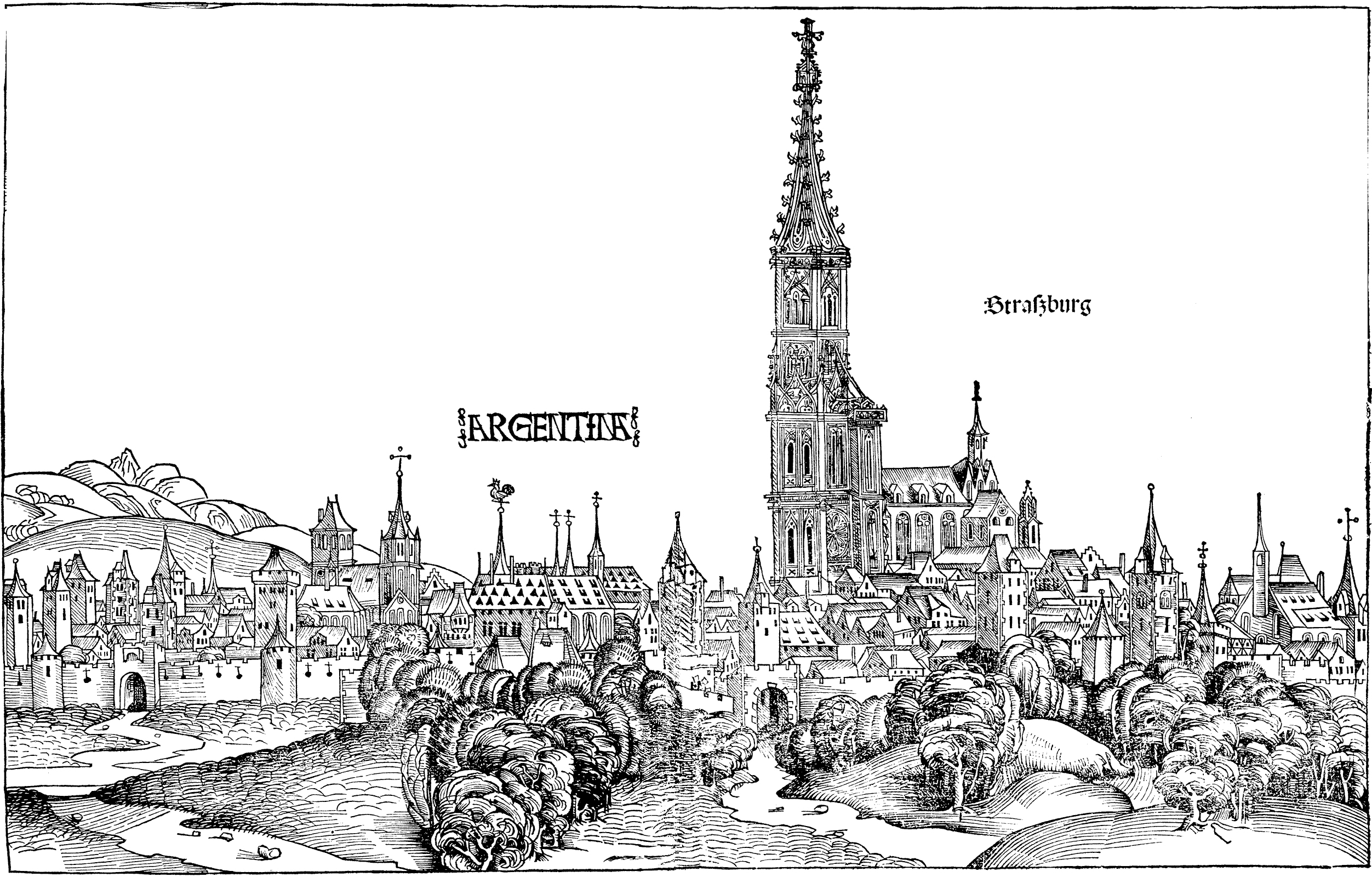
Ilustración de la ciudad de Estrasburgo en el, a partir de un grabado de Hartmann Schedel, en la obra "Crónica del Mundo", Weltchronik (Núremberg 1493), fol. cxxxix verso y cxl recto. Es la ilustración más antigua que se conserva de la ciudad.

El acuerdo de paz suscrito entre el obispo y la ciudad en 1263 por el que se accedió a la autonomía, mantuvo inicialmente la organización del consejo de la ciudad constituido por 24 miembros elegidos entre las familias de la nobleza feudal y los burgueses, y cuyos debates estaban dirigidos cada trimestre por uno de los cuatro stettmeister en cargo vitalicio. Sin embargo, esta situación no resolvió las crecientes tensiones entre las clases sociales dirigentes lo que llevaría a la reorganización del sistema y de las estructuras de gobierno de la ciudad libre.
Un incendio declarado en 1298 en el barrio de la catedral destruye las instalaciones de la obra y se extiende devastando numerosas viviendas de los barrios vecinos. El siniestro retrasaría durante 20 años las obras de término del bloque occidental de la catedral.
El estamento de los burgueses artesanos o handweken, que era el más numeroso pero de menor consideración, provocó una revuelta sofocada en el 1308. En el 1332, una riña entre dos familias de la nobleza, los Zorn y los Müllenheim causó 9 muertos y la intervención del consejo que aprovechó el incidente para reafirmar la supremacía de los burgeses sobre las familias nobles. De los 24 consejeros, solamente uno sería designado por la nobleza y el número de stettmeister reducido a dos, elegidos por las familias burguesas patricias. Los handwerken tendrían derecho a 25 representantes encabezadas por un ammeister elegido por los burgueses notables. Una nueva reorganización en el 1334 llevaría a un mayor control sobre las familias nobles, a cambio de la cesión de 8 plazas en el consejo. Los nobles deberían jurar la Schwörbrief y someterse a la elección por una comisión de burgueses y artesanos. Familias burguesas como los Swarber, resultarían beneficiadas por el nuevo consejo en el que los artesanos buscarían aumentar su representación e influencia.
En el 1335, la ciudad organiza una expedición de castigo que asedia el castillo de Schwanau situado en una isla del Rin, acusado de acoger a una banda de caballeros bandoleros, miembros de las familias nobles desposeídos de sus riquezas y que se dedicaban al saqueo y secuestro de burgueses y campesinos.
Los estragos de la Peste negra desencadenan en febrero de 1349 una campaña violenta de acoso y de persecución de la población judía en toda la cuenca del Rin. Acusados de provocar el contagio de la enfermedad mediante el envenenamiento de los pozos de agua, en Estrasburgo es decretada su expulsión, expropiación de sus bienes y prohibición de residencia. Se erige una hoguera sobre el propio cementerio judío y es dictada la pena de muerte para aquellos que rehusen la conversión. La poderosa familia de los Swarber se muestra contraria a estas medidas y el descontento que sigue contra ellos es aprovechado por los artesanos para forzar la dimisión de su representante en el puesto de ammeister el 9 de febrero de 1349. Al día siguiente, se promulga un nuevo reglamento en el que los handwerken agrupados en corporaciones consiguen dominar el consejo al permitir la elección por ellos mismos del puesto de ammeister.
Desde el 1388, la aduana del puerto de Estrasburgo y el puente sobre el Rin aparecen como elementos esenciales para el desarrollo económico de la ciudad y su influencia política en la cuenca renana.

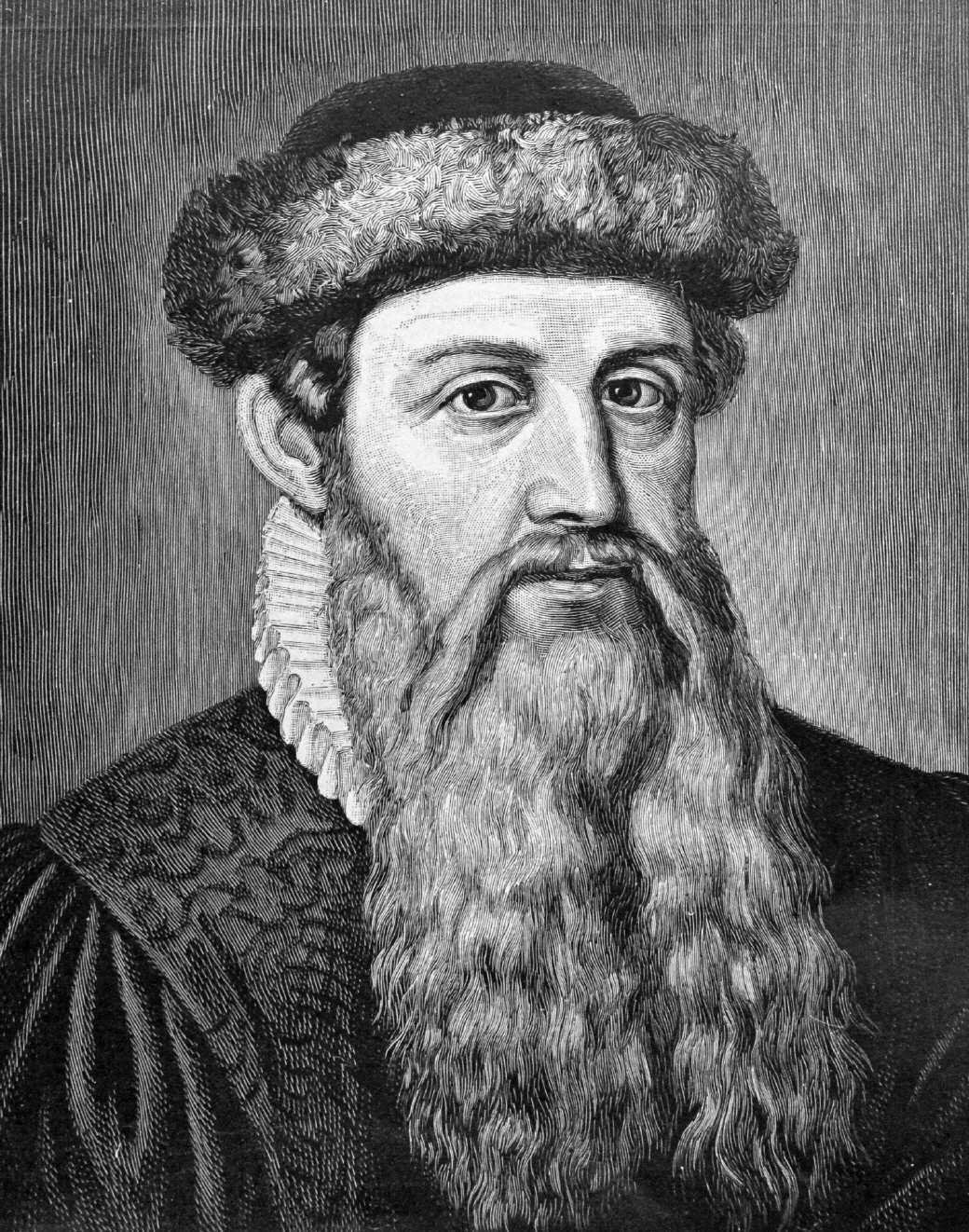
Retrato de Gutemberg, instalado en un taller secreto en Estrasburgo desde 1434.

En 1434, Johann Gensfleish o Gutemberg, natural de Maguncia, se establece en un taller de orfebrería en el exterior de la ciudad, en el monasterio de San Argobasto, donde trabaja sobre el perfeccionamiento de una prensa tipográfica que marcaría el inicio del desarrollo de la industria de la imprenta en la que Estrasburgo se colocaría a la vanguardia.
Las treguas de 1375 y 1439 durante la guerra de los Cien Años entre los reyes de Francia e Inglaterra, provocan la aparición en Alsacia del fenómeno del pillaje y bandolerismo por parte de las tropas excedentarias que son contratadas por los pequeños señores feudales para sus guerras privadas, pero que para su subsistencia, secuestraban y abusaban de los habitantes del campo. Estrasburgo lidera la alianza de ciudades que combaten los asaltos feudales, especialmente durante la incursión en el 1444 y 1445 de las bandas del delfín Luis, contratadas por el emperador Federico de Austria en su lucha contra los suizos.
En 1444 con motivo de la organización de la defensa contra los franceses, se realiza el primer censo de la ciudad que estimó la población en 26 000 habitantes. Entre 1461 y 1465 la ciudad combate en varias expediciones de castigo al caballero bandolero May, que es desalojado sucesivamente de los castillos de Ortenberg y de La Roche. Igualmente, la ciudad se opuso al dominio borgoñón de Alsacia y Brisgovia, después de que Segismundo de Austria hipotecara estos feudos en favor del duque de Borgoña, Carlos el Temerario, y a la anexión de Lorena por parte de este último en 1475.

## Renacimiento y Reforma Protestante (1518 - 1618)

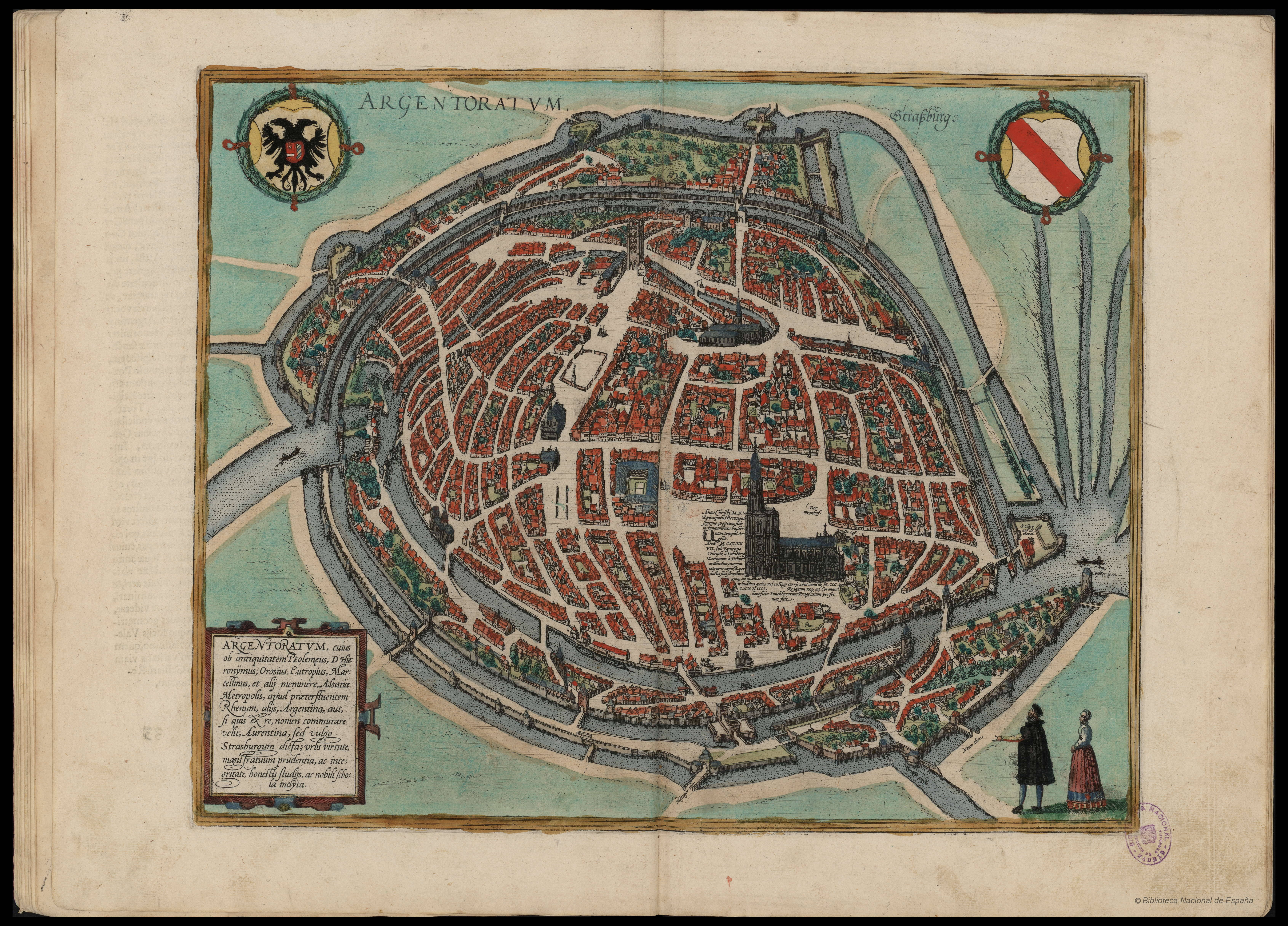
Plano de la ciudad de Estrasburgo y sus límites según una ilustración del Civitates Orbis Terrarum de Braun & Hogenberg, 1572.

Durante el Renacimiento, las ideas del humanismo y la Reforma de la Iglesia encuentran en Estrasburgo un centro de propagación gracias a la disposición de la imprenta. Desde el año 1518, se publicaron en la Catedral los escritos y tesis de Martín Lutero hasta que a partir del 1524 las iglesias y lugares de culto católico se consagraron al protestantismo, convirtiendo la ciudad en centro de acogida de numerosos refugiados y disidentes religiosos del Imperio. El impulso del protestantismo permitió la fundación del Gymnasium por Jacques Sturm en 1538, origen de la Universidad estrasburgesa, rango que adquirió posteriormente en 1621.
En paralelo con el movimiento religioso, en el 1525 el descontento de las clases sociales más desfavorecidas en contra de los abusos de la nobleza y el clero estalló durante la llamada Deutscher Bauernkrieg o Guerra de los campesinos alemanes. Estrasburgo se declaró neutral en el conflicto armado que se extendió por Alsacia hasta su sometimiento por la fuerza de las tropas del Duque de Lorena, Antonio, vencedoras en las batallas de Saverne y de Scherwiller.
Tras la derrota de la liga de los príncipes protestante por el emperador  Carlos Quinto, el culto católico se restituyó en la Catedral y en dos iglesias pero marcó el inicio de una crisis económica y financiera. A partir del 1592 la ciudad sufrirá las convulsiones de la Guerra de los obispos, que opondrá a católicos y protestantes durante 20 años por la designación del obispo de Estrasburgo.  

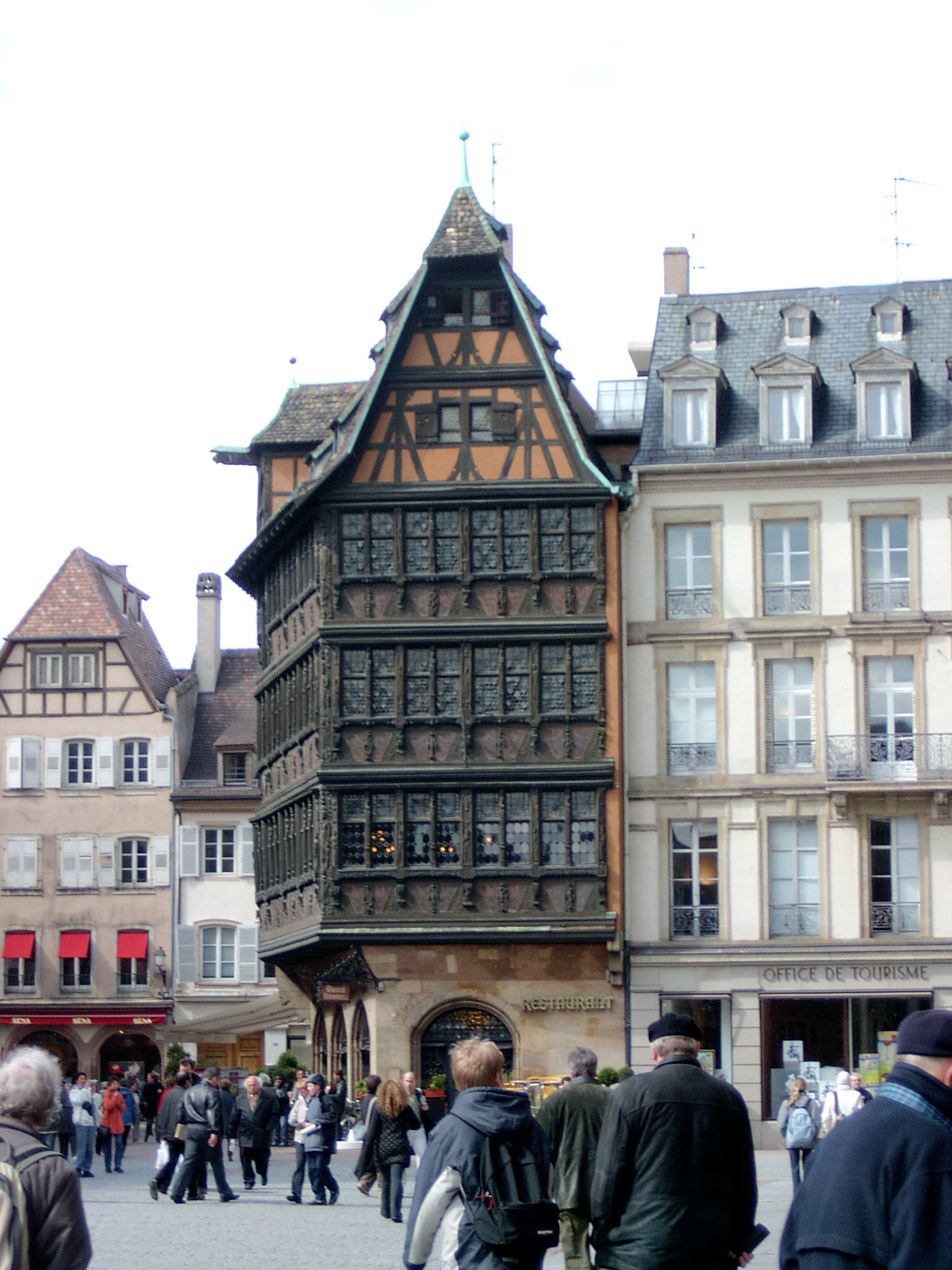
La Maison Kammerzell en la plaza de la Catedral es uno de los edificios simbólicos y característicos de Estrasburgo por su arquitectura con traviesas vistas o colombages, testimonio del gusto renacentista de la ciudad en el.

Durante el siglo XVI la rivalidad religiosa afectó a la producción artística de la ciudad que, privada del mecenazgo de las instituciones católicas, se orientó hacia el arte profano. En arquitectura, el estilo renacentista es introducido durante el periodo 1550-1580 dando origen en el siglo XVII a edificaciones ornamentales en madera como el Hôtel du Corbeau, la Maison Kammerzell o la Maison des Tanneurs en las que se introdujo la utilización de traviesas en la fachada o colombages que devendrán la seña de identidad tradicional de las construcciones alsacianas. Junto al uso de la madera, otras construcciones privadas y públicas emplean la piedra lustrada como la Cámara de Comercio edificada en 1585, para su uso entonces como sede del Consejo Municipal, y cuyo tejado está adornado al gusto estrasburgués de la época con una pendiente pronunciada con formas escalonadas con las que culmina la fachada en orden griego.

## La guerra de los Treinta Años y anexión francesa (1618 - 1681)
A principios del siglo XVII la ciudad se encuentra en el apogeo de su prestigio dentro del Sacro Imperio, en un periodo donde las rivalidades entre las naciones europeas por la cuestión religiosa va desembocar en el enfrentamiento armado generalizado de la guerra de los Treinta Años. La revuelta de los nobles de Bohemia frente al emperador, encarnada en el episodio de la defenestración de Praga del 23 de mayo de 1618, es estudiada por los teólogos de la Academia de Estrasburgo que concluyen que en ciertos casos, se justifican aquellas rebeliones que permitan destronar el gobierno de los soberanos que no cumplen con sus obligaciones. Sin embargo, la ciudad decide mantenerse neutral a cambio de una compensación económica y el privilegio de transformar la Academia en Universidad, términos que son acordados con el emperador por el tratado de Aschaffenbourg de 1621. Esta neutralidad le valió salir indemne de una guerra que sin embargo, afectó gravemente a toda Alsacia provocando una importante pérdida demográfica, y que tras la Paz de Westfalia se incorporó en parte a las posesiones de la corona de Francia. La ciudad quedó entonces aislada a medida que otras ciudades y principados son progresivamente anexionados viendo como se debilitaba su poder e influencia de antaño.
Finalmente en 1681, las tropas de Luis XIV enviadas por su ministro de la guerra, el marqués de Louvois, acamparon en las inmediaciones de Estrasburgo y forzaron su sumisión a la monarquía el 30 de septiembre de 1681, con el apoyo del partido profrancés de la ciudad, tras un ultimátum que permitió la entrada de los franceses al día siguiente, a cambio de mantener sus tradicionales privilegios. Pocos días después, la catedral fue entregada por el mismo Luis XIV al titular del obispado católico de Estrasburgo, Egon de Furstenberg, ausentes de la ciudad desde hacía casi 150 años, en un gesto simbólico que puso fin al periodo de independencia de la ciudad.

## Antiguo Régimen (1681 - 1789)

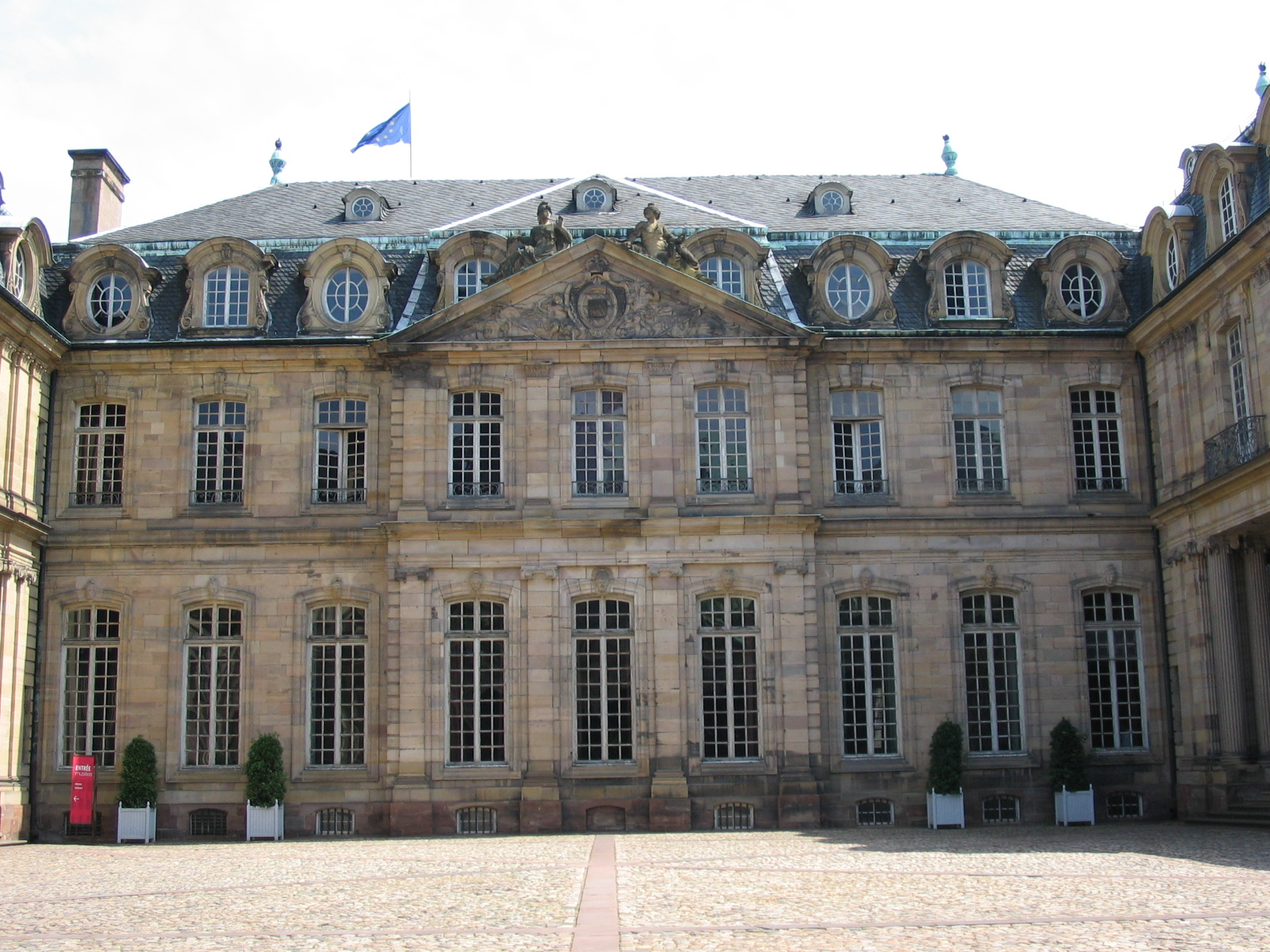
Patio de honor del palacio Rohan, transformado en Museo de la Obra de Notre-Dame. Diseñado por el arquitecto Robert de Cotte como palacio episcopal y construido entre 1728 y 1741, su estilo neoclásico al gusto francés lo destaca como una de los símbolos de la adopción cultural francesa de la ciudad tras su anexión en 1681.

La capitulación de 1681 preservó teóricamente las instituciones de la ciudad como el consejo, pero sus decisiones pasaron a ser tuteladas por un praetor real nombrado por el rey.
El primer praetor designado por Luis XIV en 1685 es el jurista Ulrich Obrecht, de una familia burguesa reconvertida al catolicismo que aportará varios de los titulares en este cargo en los años siguientes, expertos en derecho francés e imperial, que procuraran adaptar las leyes de la ciudad a los intereses y política de la corona. Jean-Henri Obrecht es designado al cargo entre 1706 y 1725, introduciendo el sistema monetario francés en 1716 mientras intenta mantener el equilibrio social en una ciudad que recibe progresivamente nuevos habitantes franceses en cohabitación con los estrasburgueses antiguos súbditos del Imperio, y donde se mezclan católicos y protestantes. En este campo, desde 1687 el rey impone el principio de la alternancia religiosa en el nombramiento de los cargos más importantes, de manera que deben sucederse al frente un católico y un protestante. Aunque aparentemente la nueva medida se presenta como conciliadora, con el tiempo resulta favorable a los católicos, favorables en principio al rey francés, que poco a poco ganan en influencia dentro de las élites sociales que lideran la ciudad, a la vez que son mayoritarios también entre los numerosos inmigrantes, funcionarios, militares y comerciantes, que llegan de la Francia "interior" para instalarse en la ciudad: la población aumenta rápidamente de 22 000 almas en 1681 a 26 480 en 1697.
En ese año, 1697, se firma el Tratado de Ryswick que confirma la anexión de la ciudad al reino de Francia y cierra el capítulo de oposición a las políticas de la corona. Progresivamente, aumentan las consideraciones por parte de estas hacia la ciudad, convertida en plaza para la manifestación de la soberanía monárquica y lugar de encuentro de su corte: Luis XV visita la ciudad en 1744 durante la guerra de sucesión austriaca, donde con anterioridad en agosto de 1725 había contraído matrimonio por poderes con María Leszczynska. Los delfines pasan en Estrasburgo largas estancias de formación académica y es en Estrasburgo que María Antonieta, de camino a su encuentro con el futuro Luis XVI, abandona su séquito austriaco en mayo de 1770.
Junto al fenómeno migratorio de población francófona y católica, otro de los aspectos relevantes de este periodo es la adaptación de la ciudad a su nueva función de destacamento militar que se significa simbólicamente en las inscripciones que sobre grandes medallones, se exhiben en el puente de conexión con la margen opuesta del Rin: Clausa Germania Gallia, Francia cerrada a Germania. El ingeniero Vauban es encargado de dirigir los trabajos de construcción de un baluarte y diferentes fortificaciones que se emplazan a proximidad de los pasos renanos hacia Kehl, mientras que en la plaza de Armas, más tarde place Kléber se construye el gran cuartel de la guarnición.

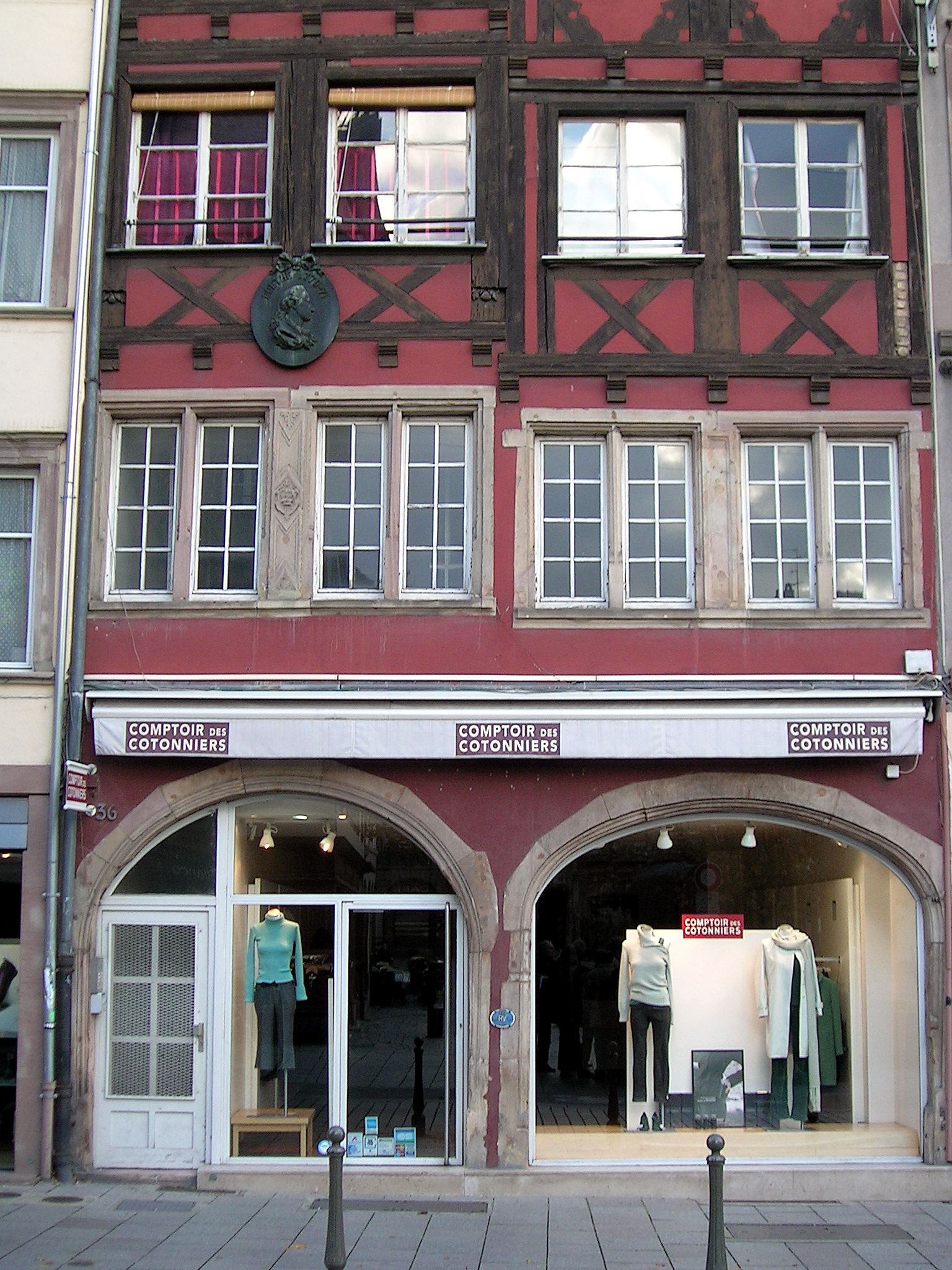
Una placa conmemorativa recuerda en el 36 de la rue du Vieux-Marché-aux-Poissons la casa donde residió Goethe mientras era estudiante en la Universidad de Estrasburgo. Llegado con 21 años en 1770 para seguir los estudios de derecho y perfeccionar su francés, en su primera escapada escaló la torre de la Catedral. Su romance con Frederike Brion inspiraría algunos de sus poemas de juventud

Mientras tanto, otro de los motores de la adopción de los usos y costumbres culturales francesas se observa en el estamento religioso. Algunos años después de la simbólica ceremonia de entrega de la catedral al obispo católico protagonizada por Luis XIV, el cargo es atribuido a partir de 1704 a un miembro de la prestigiosa familia de la casa de Rohan que en número de cuatro, lo mantendrán hasta 1790. En 1735, el obispo Armand Gaston de Rohan-Soubise realiza la donación de una importante colección de tapices para ornamento de la catedral, financiando los costes de la obra de reconstrucción de su coro tras el incendio de 1757 y en particular, ordena la construcción de un nuevo palacio episcopal, el Palais des Rohan, una de las joyas arquitectónicas de la ciudad, en estilo neoclásico francés diseñado por Robert de Cotte, primer arquitecto del rey. En paralelo, dirigen la construcción de nuevas iglesias y conventos católicos en vistas de equilibrar la herencia de los nueve templos de confesión protestante que existían en el interior de la ciudad. En 1774 se encarga a la orden de los jesuitas la dirección del nuevo seminario y del colegio real, mientras que otras organizaciones como las salesas o los franciscanos, se ocupan de establecimientos menores. La progresión del catolicismo, aunque se realiza en detrimento de la influencia de las familias de tradicional luteranismo, como la de los Dietrich que también simbolizan la oposición política al gobierno absolutista, no se contrapone a la consideración de la ciudad que a ojos de la corte, permanece como la principal villa protestante del Reino y así, el gobierno de la corona se abstuvo de aplicar la revocación del Edicto de Nantes mientras que personalidades como el general Maurice de Saxe son honradas según el culto protestante en la ciudad por deseo del rey.
De 1756 a 1790 la Universidad de Estrasburgo conoce su apogeo, con cerca de 5 000 estudiantes inscritos en ese periodo entre los que destacan personalidades como Goethe, Jean-Daniel Schoepflin, Christophe Koch y otros alumnos célebres, con frecuencia hijos de familias de la aristocracia y nobleza europeas que contribuyen al cosmopolitismo y al prestigio durante el siglo XVIII de su formación, principalmente en derecho y en medicina, esta última impartida en las dependencias del gran hospital reconstruido en 1716. 
La imagen de la ciudad también se adapta a los nuevos gustos y proliferan a lo largo de este siglo, las renovaciones y construcciones de hôtels y residencias burguesas con fachadas balconadas en piedra de gres, decoradas de molduras, esculturas y escalinatas según el modelo a la francesa asociado con un confort en el estilo de vida burgués extendido a sus diversas facetas como la culinaria en la que una tradición atribuye al mariscal de Contades la invención del foie gras de Estrasburgo.

## La Revolución y las Guerras de Coalición (1789 - 1801)

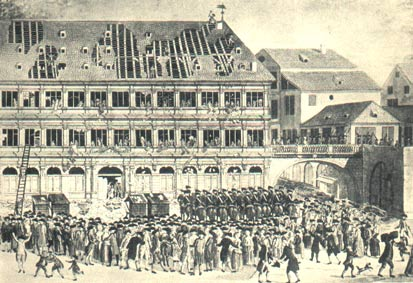
Saqueo del Hôtel de Ville de Estrasburgo, el 20 de julio de 1789, según un grabado de la época.

Si la ciudad logró librarse de las calamidades de la guerra de los Treinta Años y disfrutar de un periodo de prosperidad durante el siglo XVIII, tras los acontecimientos que desembocaron en la Revolución francesa entrará en un ciclo de inestabilidad y sufrirá la violencia de la guerra entre la joven República y la alianza de estados promonárquicos que situará uno de sus frentes en la ribera del Rin.
El 8 de abril de 1789, los Estados Generales convocados por Luis XVI recibieron a los representantes de la corporación de Estrasburgo por la provincia de Alsacia, Jean de Turckheim y Etienne François Schwendt quienes defendieron posicionamientos conservadores ante la asamblea.
Tras la noticia de la sublevación popular en París, el 19 de julio de 1789 grupos de civiles asaltaron el ayuntamiento, en la más tarde Place Kléber, y diversos edificios privados, defenestrando muebles, archivos, apropiándose de objetos y derramando el vino conservado en las bodegas. Los disturbios continuaron durante tres días, ante la pasividad de las guardia de corps que finalmente intervino presionada por los burgueses, arrestando a un centenar de personas, de las cuales únicamente se condenó a la pena capital por ahorcamiento a una de ellas. Restablecido el orden, las decisiones de la nueva Asamblea Nacional Constituyente afectarán directamente a la ciudad, con el Decreto de abolición de privilegios de 4 de agosto, la proclamación de la Declaración de los Derechos del Hombre y del Ciudadano el 26 de agosto y el Decreto de reorganización territorial que creará la división administrativa del país en departamentos, siendo constituido el de Bajo Rin en diciembre de 1789, con capitalidad en Estrasburgo.
Philippe-Frederic de Dietrich, barón de Dietrich y praetor en funciones es elegido el primer alcalde constitucional por el consejo el 5 de febrero de 1790. De Dietrich, de carácter moderado y tolerante, solicitará ante la Asamblea Constiyente el reconocimiento de la lengua francesa y alemana para su uso oficial ante los jueces y comisarios del rey en la ciudad, pero sus propuestas no prosperan ya que su apoyo al clero, que rechaza la constitución civil, le opondrá progresivamente al partido jacobino. En febrero de 1792, los partidarios de Dietrich abandonan la Société des amis de la Révolution.

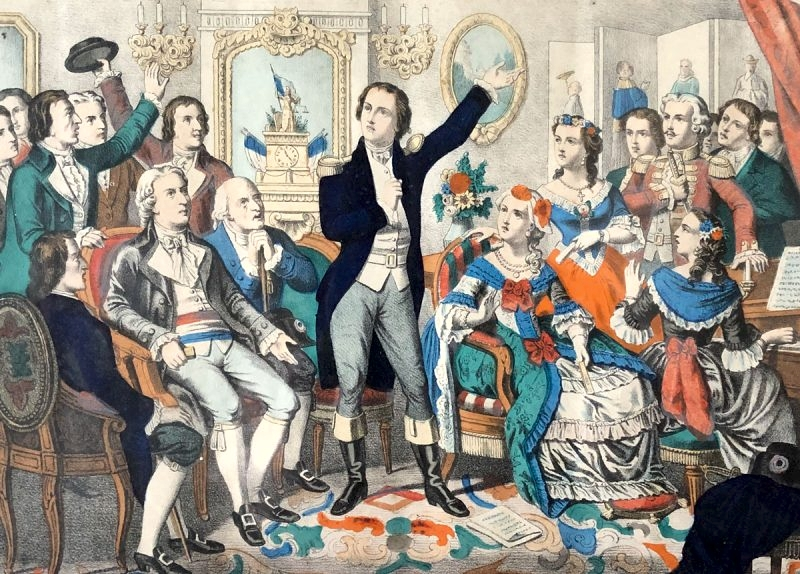
Litografía del ilustrativa de la sesión de Rouget de Lisle en el salón del barón de Dietrich en la que se interpretó por primera vez la Marseillaise. Wenzel, Wissembourg, Alsace, Gadola & Cie editeurs, 8 cours de Brosses, Lyon, Depose, V Gosselin a Paris.

El 24 de abril de 1792, la Asamblea Nacional declara de guerra a Austria, despertando una ola de patriotismo en todo el país que en Estrasburgo se concreta con la composición al día siguiente de un himno compuesto por Rouget de Lisle, invitado en casa de Dietrich, en honor al ejército del Rin, y que rápidamente popularizado, será más tarde conocido como La Marsellesa.
Poco después, los jacobinos aprovecharon la protesta de Dietrich por los incidentes del palacio de las Tullerías del 20 de junio, en los que algunos sans-coulottes habían agredido a la familia de Luis XVI, para acusarle de traición logrando la disolución del Consejo Municipal en agosto de 1792. Dietrich, llamado a París, es arrestado, pero logró no obstante evadirse a Basilea Sin embargo, al pretender regresar a Estrasburgo, es detenido y enviado al tribunal revolucionario de Besanzón que le sentencia a muerte el 7 de marzo de 1793.
Mientras tanto, una ofensiva austroprusiana pudo ser detenida tras la batalla de Valmy el 20 de septiembre de 1792, evitando la invasión de Alsacia iniciada en Landau in der Pfalz, entonces villa francesa, al norte de Estrasburgo. El 13 de julio de 1793, un ejército prusiano ocupó la ciudad de Wissembourg, desbaratando una ofensiva francesa sobre Kehl el 12 de septiembre que pretendía atravesar el Rin. A partir del 13 de octubre, austriacos y prusianos se lanzan sobre Estrasburgo, ocupando Wantzenau y Reichstett el 17 de octubre, desde donde bombardean la ciudad. Ante la crítica situación, el Comité de Salvación envió a los comisarios Louis de Saint-Just y Philippe-François-Joseph Le Bas con la misión de movilizar a la población en la defensa de la ciudad y elevar moral del ejército revolucionario. A partir del 18 de noviembre los franceses logra rechazar a los imperiales el 1 de diciembre y tras la batalla de los altos de Geisberg el 26 de diciembre de 1793, reconquistan toda la provincia. Días después, el 29 de diciembre de 1793, de Dietrich es guillotinado en París.

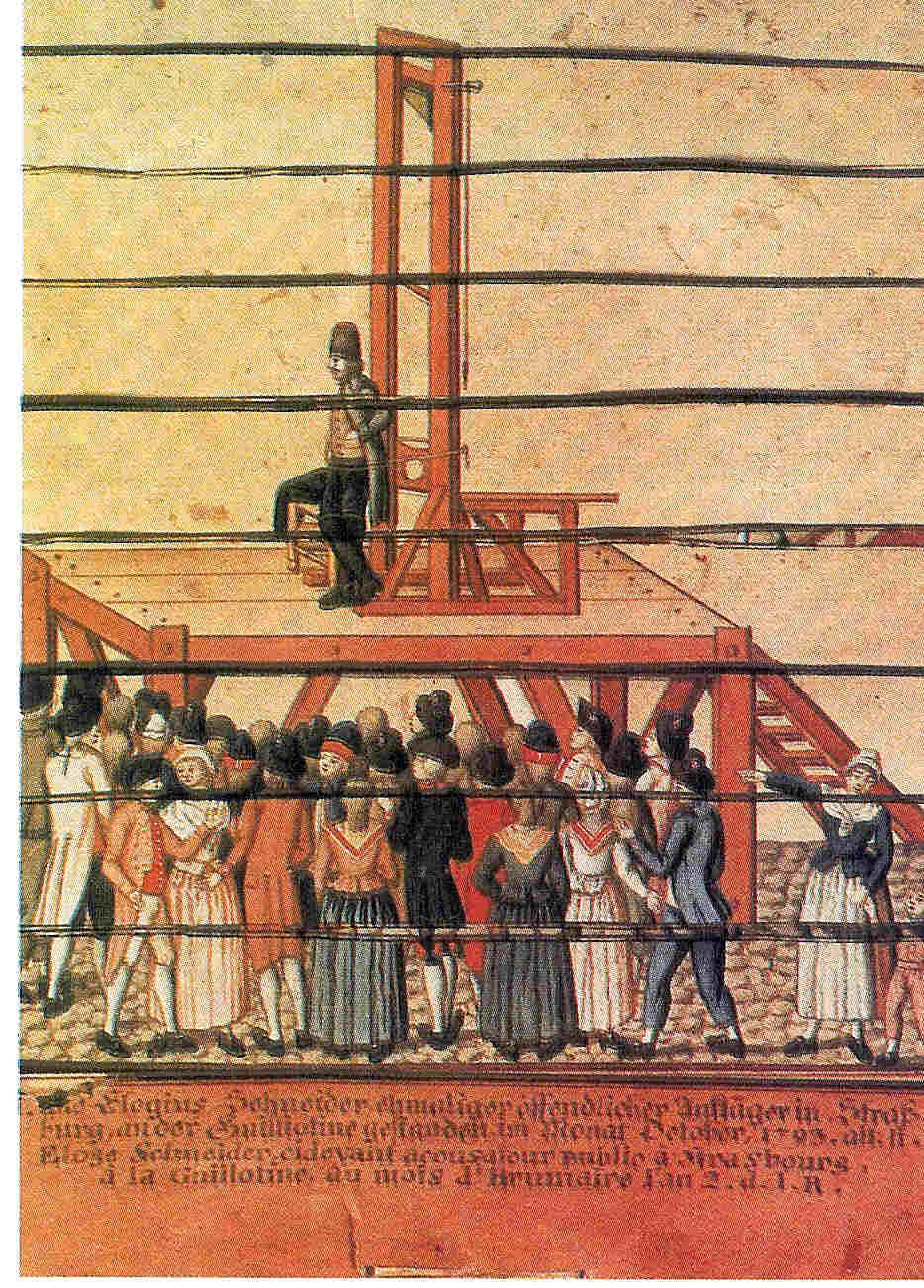
Castigo público de Scheider en la plaza Kléber de Estrasburgo el 1 de abril de 1794. Musée historique de Strasbourg

La reconquista de la provincia es simultánea a la aplicación de las políticas revolucionarias en vista de transformar los usos y costumbres de la población como en las relativas a la restricción del culto religioso, al uso exclusivo del francés o la adopción de la moda francesa, pero también de un periodo de violencia represiva bajo la dirección del acusador del tribunal de Estrasburgo, Euloge Schneider quien decreta numerosas ejecuciones arbitrarias y depuraciones de sospechosos promonárquicos. Desde noviembre de 1793 se prohíben la exhibición de símbolos cristianos, retirando las imágenes de culto de los edificios públicos, adoptando el calendario revolucionario e instaurando la fête de la raison. El 6 de diciembre, la Catedral es saqueada y redecorada para servir de Templo de la Razón, siendo numeroso el mobiliario artístico finalmente destruido por el fuego el 22 de febrero de 1794. Los abusos cometidos y las protestas de los ciudadanos, obligan a las autoridades a arraestar a Schneider el 15 de diciembre de 1793, quien es expuesto en la guillotina de la plaza Kléber para su humillación pública y, finalmente, enviado a París, donde es guillotinado el 1 de abril de 1794.
Con la ejecución de Robespierre y el fin del Terror, la Convención Termidoriana adoptó políticas menos represivas y a partir del verano de 1794 procedió a la progresiva supresión de los tribunales revolucionarios y a la creación de nuevas instituciones. No obstante, persistieron las medidas sobre las prácticas religiosas y en abril de 1795 permanecían cerradas las iglesias, mientras que el culto de la Catedral se consagró al Templo de la divinidad. En materia de política exterior, se daba paso a un periodo de confrontación militar con Austria y Prusia en el que la posición de Estrasburgo resultó de importancia estratégica.
El tratado de Basilea del 5 de abril de 1795 con Prusia posibilitó la ocupación del territorio del margen izquierdo del Rin que fue encargada al general Jean Victor Marie Moreau, comandante del ejército del Rin y Mosela. Este ejército, tras atravesar el puente del Rin el 21 de abril de 1795, entró en Kehl adentrándose en territorio alemán hacia Maguncia y después, avanzó hasta Múnich donde pudo ser detenido por los austriacos y rusos a orillas del Danubio el 20 de septiembre. La retirada de Moreau se transformó en un éxito, ya que de manera ordenada, logró atravesar la Selva Negra con 5 000 prisioneros. En la persecución, los austriacos alcanzaron Kehl en octubre pero los franceses retomaron la ciudad, aunque no pudieron evitar un nuevo sitio de la villa durante 46 días bajo un intenso frío. Los intensos bombardeos en los que se emplearon más de 100 000 proyectiles y 25 000 obuses forzaron el repliegue francés de Kehl hacia Estrasburgo, el 6 de enero de 1797, tras abandonar los cuerpos de 6 000 soldados muertos.
La contraofensiva francesa se organizó desde Estrasburgo y requirió el empleo de numeroso material en la construcción de puentes y los medios de transporte, barcazas y plataformas, para permitir el traslado de las tropas por el Rin. La operación de travesía del río y desembarco en la orilla alemana se realizó en diversos puntos entre el 19 y el 20 de abril de 1797 y logró sorprender a los austriacos que terminaron por retirarse en desbandada. El posterior tratado de paz de Campo Fornio del 17 de octubre de 1797 entre Francia y Austria autorizó la ocupación francesa de la orilla izquierda del Rin, con la villa de Kehl. Sin embargo, el acuerdo no resolvió las hostilidades y así, durante la guerra contra la Segunda Coalición, los ejércitos franceses atravesaron el puente del Rin nuevamente el 25 de abril de 1799, encontrándose en las cercanías de Viena cuando Austria solicitó un armisticio que desembocó en el Tratado de Lunéville del 9 de febrero de 1801 que esta vez, certificando la expansión territorial previamente pactada en Campo Fornio, abrió un periodo de paz para la región alsaciana y su capital.

## Del Primer al Segundo Imperio Francés (1815 - 1870)
La llegada al poder de Napoleón I abrirá un periodo de nuevo desarrollo económico de la ciudad y reforzamiento de su posición estratégica dentro del plan bonapartista de expansión en Europa central.

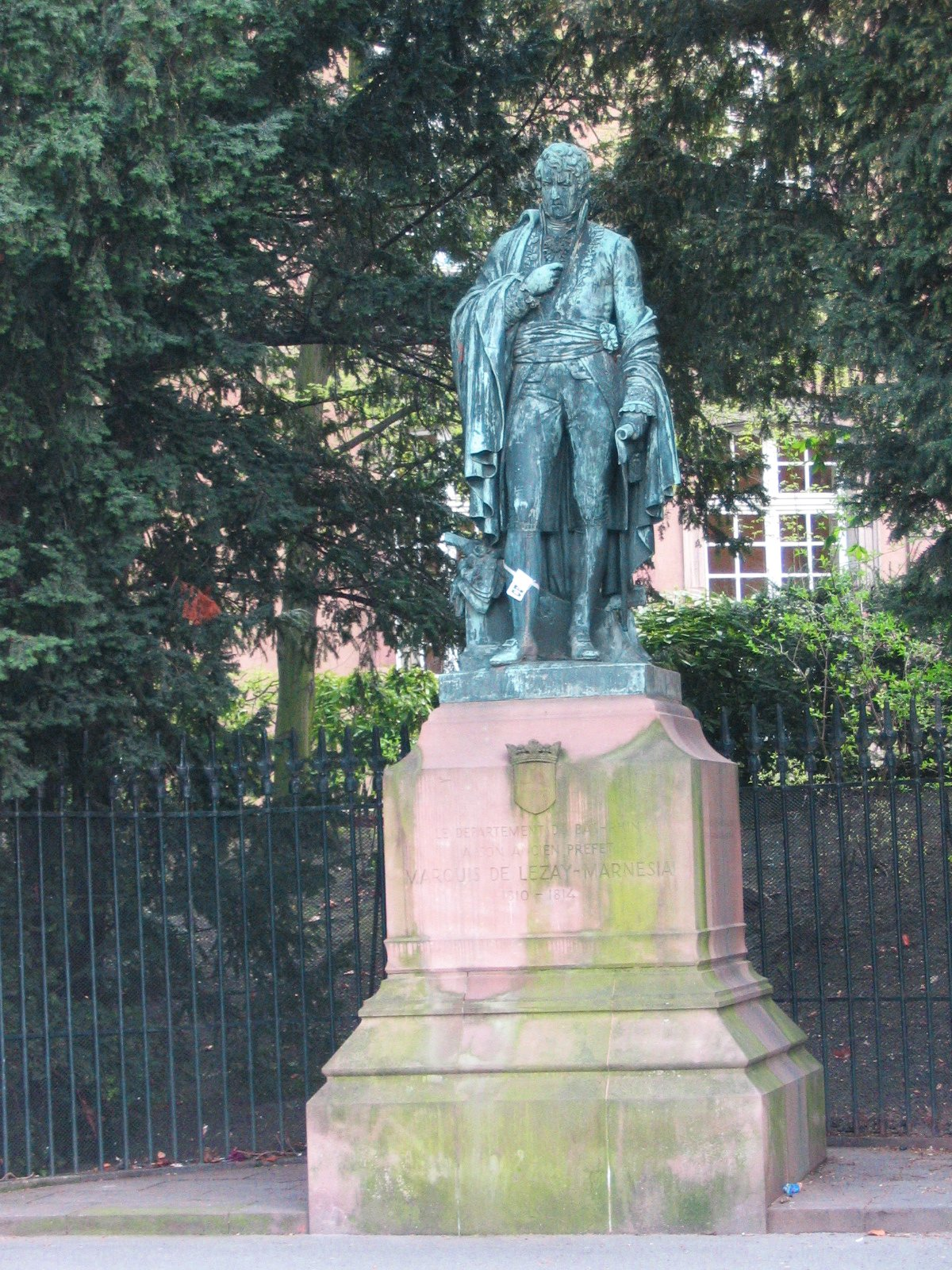
Estatua en recuerdo de Adrien de Lezay-Marnésia, uno de los primeros prefectos de Estrasburgo, figura institucional creada por Napoleón I y que ha perdurado desde entonces como una de las bases de la organización administrativa de Francia.

Estrasburgo es reconocida con el rango de prefectura, una de las nuevas Instituciones creadas por Napoleón que sustituirá a la figura del praetor del Antiguo Régimen y se emprenden las obras de infraestructuras, como un nuevo puente sobre el Rin entre 1803 y 1808, o el Canal Napoleón que une a este último río con el Ródano. La bolsa mercantil se inaugura en 1801, seguida por la Cámara de comercio en 1802 y la introducción del franco napoleónico, que junto a la política del Bloqueo continental favorecen el desarrollo de la ciudad. En 1811, con el gobierno del prefecto Adrien de Lezay-Marnésia, se crea la manufactura de tabaco y por entonces se habla de Estrasburgo como el "almacén de Francia", donde se guardan grandes reservas de algodón, vinos, especias, tabaco y azúcar entre otras mercancías.
Aunque el enriquecimiento económico se ve amenazado por la política exterior y la sombra de las guerras, la ciudad recibe con fasto las visitas sucesivas del Emperador en 1805, 1807 y 1808. Durante la estancia de la emperatriz Josefina en 1805 se inician los trabajos del extenso parque de la Orangerie, una de las actuaciones urbanísticas más relevantes de la época, y a imagen de su antepasada María Antonieta, la archiduquesa María Luisa de Austria atravesó la frontera en Estrasburgo en 1810 en su camino para contraer matrimonio con Napoleón.
La vigilancia de los agentes del Estado neutralizan en esta época cualquier intento de activismo político y mantienen bajo control el movimiento francmasón, aglutinador de algunos de los sectores del pensamiento y de la élite estrasburguesa, y a los medios de comunicación. En 1808 se refunda la Universidad de Estrasburgo que permite recuperar uno de los pocos jardines botánicos, junto con el de París y Montpellier que sobreviven a la Revolución.

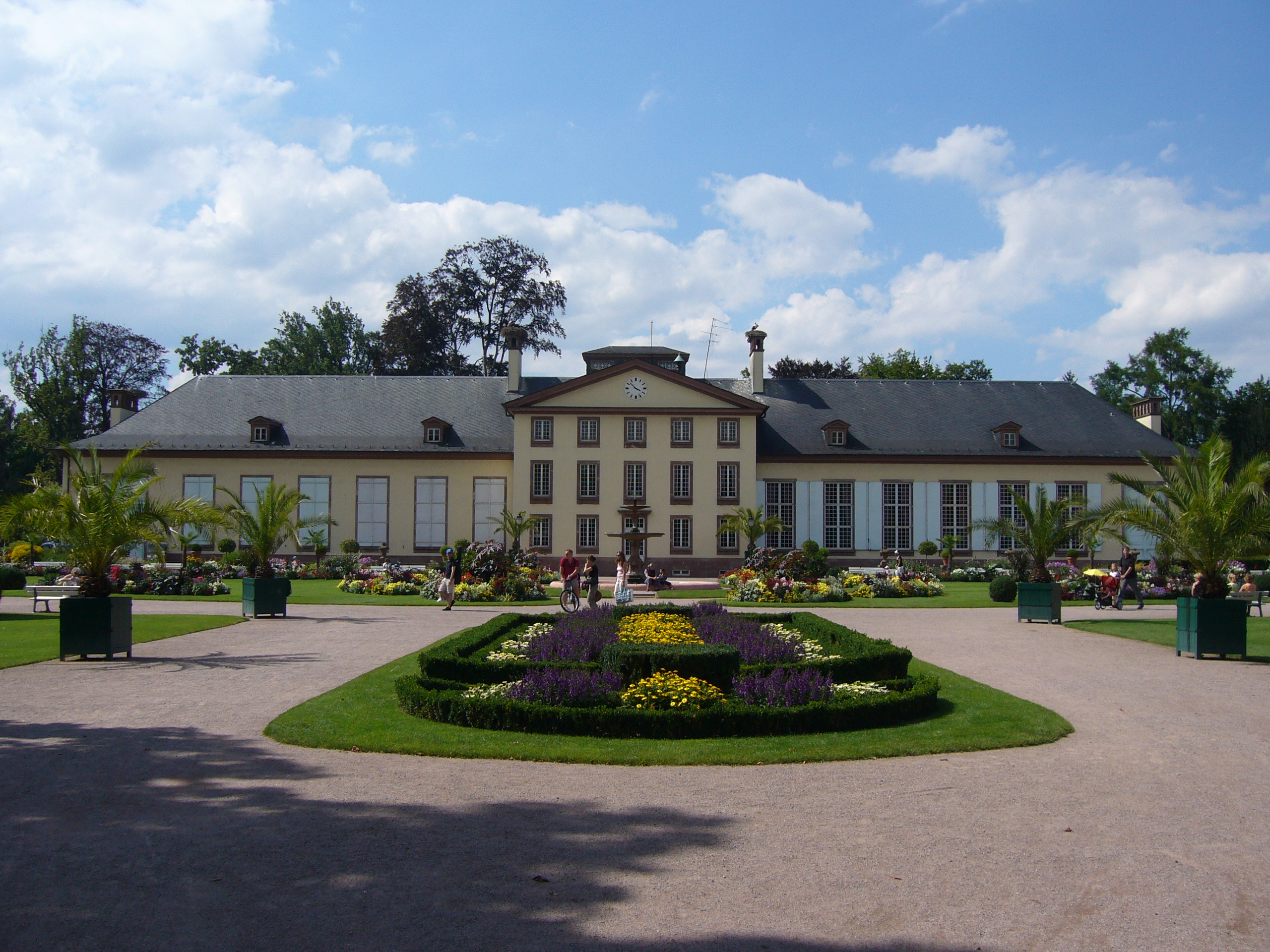
Pabellón de Josefina en el Parque de la Orangerie, dedicado a la emperatriz primera esposa de Napoleón. Finalizado en 1805, un incendio lo destruyó en 1968 siendo restaurado y dedicado a actividades culturales.

El final del Primer Imperio confirma finalmente los temores de la ciudad por verse afectada por la guerra y la ciudad es bloqueada por los aliados del 2 de enero al 13 de abril de 1814, provocando una epidemia de tifus que causa gran mortandad entre civiles y militares.
La Restauración declarada en 1814 no suscita en Estrasburgo gran entusiasmo a pesar de que las nuevas autoridades mantienen en su cargo al barón Lezay-Marnésia, quien había ganado el aprecio de la ciudad por su labor de embellecimiento de algunas vías y especialmente, mejora de las condiciones de vida de las clases humildes. Sin embargo, este entusiasmo se recupera con las noticias del regreso de Napoleón en marzo de 1815, pero su definitiva abdicación tras la derrota en la Batalla de Waterloo fuerza una segunda ocupación por los aliados que se mantienen hasta 1818, provocando una crisis económica por la penuria de productos agrícolas y el declive del comercio que degeneran numerosos conflictos sociales, despertando incluso las antiguas disputas entre católicos y protestantes.
A partir de 1815 el aperturismo político permite la formación de diferentes partidos aglutinados en torno a las tendencias de corte conservador y de liberal que son las predominantes, pero también las que distinguen a católicos y protestantes. Los posicionamientos más radicales se agrupan, al igual que en otras partes del país, en diferentes sociedades secretas. En 1822 varios oficiales de la guarnición de Estrasburgo son acusados de conjuración y el 30 de octubre de 1836, el golpe de Estado de Luis Napoleón Bonaparte intentó ganar para su causa a las unidades cantonadas en la ciudad.
Mientras tanto, en los albores de la Revolución industrial las familias dominantes financian tímidamente las inversiones que sin embargo, de manera más decidida, comienzan a desarrollar el tejido industrial en otras ciudades de Alsacia como Mulhouse. Únicamente destacan las iniciativas de las cerveceras Hatt y Schützenberger o las de las fábricas de curtidos Herrenschmidt que se instalan en los suburbios, en Schiltingheim y Wacken. En el campo de las grandes infraestructuras el canal Rin-Ródano se termina en 1839, seguido por el canal Marne-Rin finalizado en 1853. La gran novedad tecnológica del ferrocarril hace su aparición en 1841 con la inauguración de la línea Mulhouse-Estrasburgo, París-Estrasburgo en 1852 y finalmente, el paso del Rin en 1861. En 1852 se instala la primera línea de telégrafo. La vocación industrial y de comunicaciones queda en un segundo plano frente al desarrollo prioritario de la ciudad como centro financiero y comercial.
A partir de la década de 1820, una de las tradicionales instituciones medievales de la ciudad, la Obra de Notre-Dame, restituida durante el primer Imperio y dependiente de la municipalidad, es la encargada de realizar los primeros trabajos de restauración de la Catedral, a pesar de su carácter de propiedad del Estado. El arquitecto Gustave Klotz dirige los trabajos de 1837 a 1880 y asienta las bases de su posterior gestión como Monumento histórico. En la Universidad por su parte, imparten cursos profesores como el científico Louis Pasteur de 1848 a 1854, el historiador Fustel de Coulanges de 1860 a 1870 o el teólogo protestante Edouard Reuss, abriéndose nuevas instalaciones como la Facultad de Medicina en 1866.
En el plano urbanístico, las actuaciones más destacadas se llevaron a cabo durante el gobierno del alcalde Georges-Frédéric Schützenberger de 1837 a 1848. En 1840 se procedió a la renovación del sistema de canalizaciones y de alcantarillado que databan del siglo XVI y causaban problemas de insalubridad, a la vez que se dio acceso al alumbrado público por gas.
Hacia mediados del siglo XIX la sociedad estrasburguesa conserva todavía una estructura tradicional donde unas pocas familias dominan la mayor parte de la población dedicada a empleos artesanos, mientras que la fuerte presencia de militares genera una demanda de prostitutas, siendo este uno de los factores que explican que casi la cuarta parte de los nacimientos sean ilegítimos, y que junto con los mendigos, ocupan la escala social más deprimida. Se estima que el 21% de la población necesita la atención de los servicios sociales representados por media docena de orfanatos y hospicios a los que se añaden numerosos establecimientos gestionados por las organizaciones de las principales confesiones de la ciudad, católica, protestante y judía. El idioma francés es impuesto como única lengua en la enseñanza en 1853 en una ciudad donde por entonces, solamente se contaba con un 2% de analfabetos. Sin embargo, tanto el idioma alsaciano como el alemán son empleados preferentemente en la vida cotidiana, y particularmente por los sectores protestantes.
En vísperas de la guerra Franco-Prusiana, Estrasburgo se había modernizado y era señalada como una ciudad tranquila y próspera, en armonía con su pasado y con sus vecinos badenses de la otra margen del Rin.

## La Guerra Franco-prusiana y la integración en el Reich (1870 - 1914)

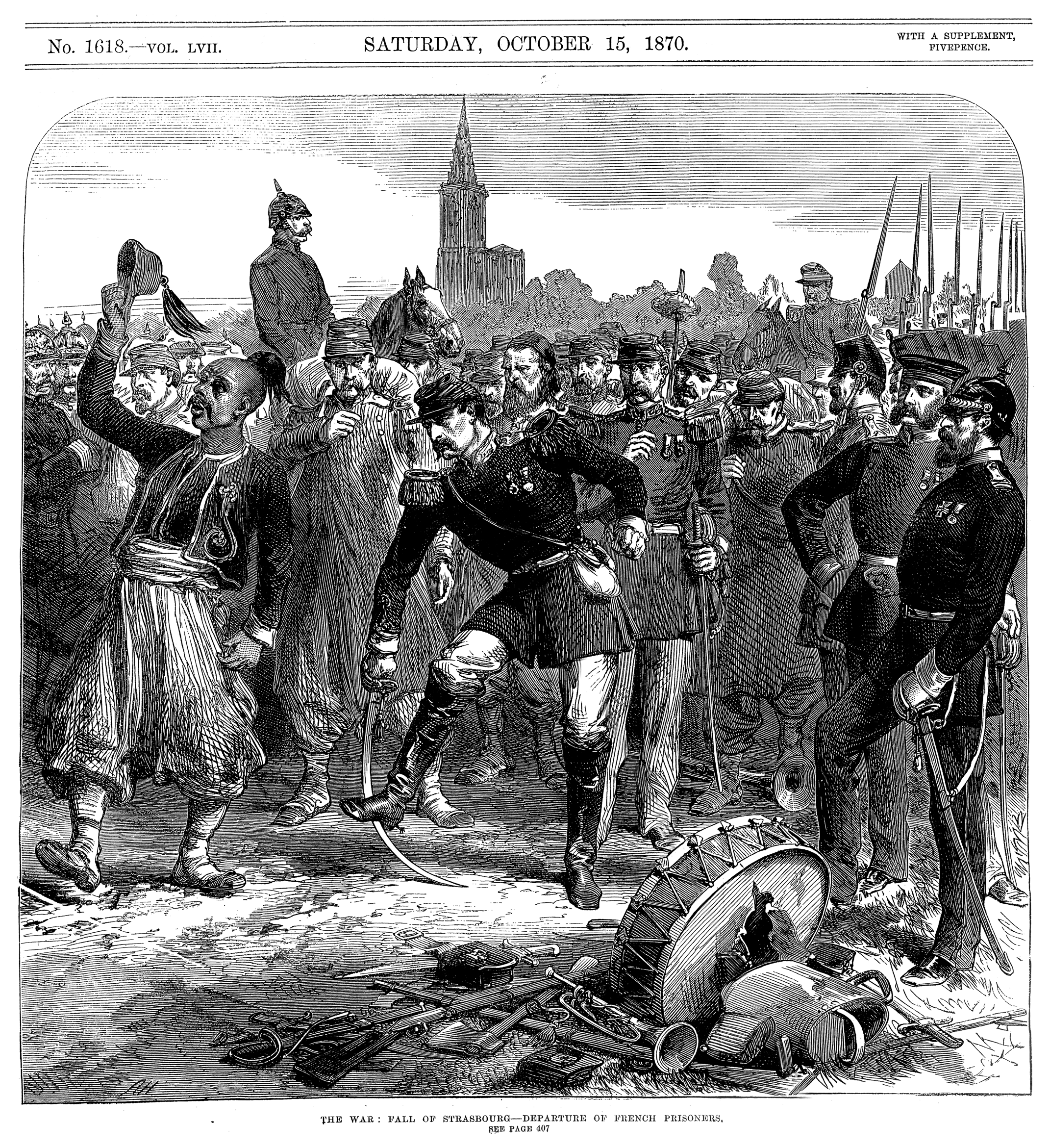
Ilustración publicada en el London News del 15 de octubre de 1870 mostrando la retirada de las tropas francesas a su capitulación tras el sitio de la ciudad por los prusianos.

Durante la Guerra Franco-prusiana, Estrasburgo fue objeto de un terrible asedio de 43 días de bombardeos tanto sobre objetivos militares como civiles indiscriminados que provocó, entre otros graves destrozos, la destrucción del Museo de Bellas Artes, así como la Biblioteca Municipal y su irremplazable colección de manuscritos medievales, libros renacentistas y obras de arte romanas.
Al final de la guerra, la soberanía de Estrasburgo fue cedida en cumplimiento del acta de delimitación de fronteras del 26 de febrero de 1871 y ratificado por el Tratado de Fráncfort de 18 de mayo, pasando a ser designada capital del nuevo Reichsland de Alsacia-Lorena o Reichsland Elsaß-Lothringen. La integración de la nueva provincia en el Imperio alemán, basada en la condición de su carácter germánico según los nuevos administradores, supuso un cambio progresivo en los usos y costumbres de la sociedad, y aunque contó inicialmente con el recelo y la oposición manifiesta de algunos sectores que no olvidaban la brutalidad de los bombardeos, estos fueron moderando sus reclamaciones y orientándolas hacia un movimiento autonomista que floreció a partir de la década de 1880. Así, en las elecciones municipales de 1886 resultaron elegidos 10 representantes del partido protestatario y 6 del autonomista junto con 5 representantes católicos, 9 designados entre los nuevos habitantes de origen alemán y 6 de libre designación resultando elegido como alcalde Ott Back, favorable no obstante a las políticas imperiales y que permanecerá en el cargo hasta 1906.
Este panorama político de la ciudad será sensiblemente modificado con el auge del movimiento socialista que en Alemania es liderado por August Bebel, fundador del partido socialista alemán, organización que en las elecciones de 1890 obtiene un tercio de los votos de la ciudad donde cuenta con el apoyo de los protestatarios. Dominantes en el consejo promueven la adopción de políticas sociales en favor de la construcción de alojamientos para los obreros, la gratuidad de la enseñanza o la construcción de los baños municipales. Finalmente, en 1906 el triunfo socialista permite la elección al cargo de alcalde de Rudolf Schwander, natural de Colmar que destacará como administrador de la modernización de la ciudad hasta la Primera Guerra Mundial.
En 1911, como resultado de la influencia de los sectores regionalistas, el Reichsland adoptó una Constitución que ratificada por el Emperador, reconocía una autonomía parcial a la provincia que adquiría el rango de Lander a imagen de las otras regiones del Imperio. En las elecciones al Landtag o asamblea regional, Estrasburgo es representada por 2 diputados del partido liberal y 4 socialistas. El desarrollo de la democracia y la autonomía, favorecieron la llegada de una nueva generación al poder de la ciudad que ante el progreso social y la eficaz gestión de Back y Schwander, aceptaron su integración en el Imperio Alemán.
Sin embargo, el desarrollo tanto en Alemania como en Francia de un sentimiento nacionalista fuertemente reivindicativo que en el caso francés, se articuló políticamente en torno al concepto del revanchismo, mientras que en el alemán, favoreció la afirmación del pangermanismo, harían cada vez más frecuentes las disputas diplomáticas entre ambos países, que por su carácter irreconciliable, terminarían por contribuir a la tragedia de la Primera Guerra Mundial.
La ciudad se benefició de un gran proyecto de urbanización en sintonía con la aspiración política del Reich de hacer de Estrasburgo una de las vitrinas de su emergente poder. Es en éste contexto que se inician los trabajos de creación de la Kaiser-Wilhelm-Universität inicialmente previstos como ampliación del edificio de la Académie en el barrio de Krutenau. En 1884, la institución se traslada a un nuevo barrio donde se une a la construcción de los edificios del Observatorio, la Biblioteca Universitaria en la place de la République, los institutos de Botánica, de Zoología, de Física y de Mineralogía, todos cercanos al gran Palais Universitaire donde se concentran los servicios administrativos. Rápidamente, la rejuvenecida Universidad se convierte en una referencia dentro del Imperio y llega a formar hasta 1300 estudiantes cada año.

## La Primera Guerra Mundial y el período de entreguerras (1914-1940)

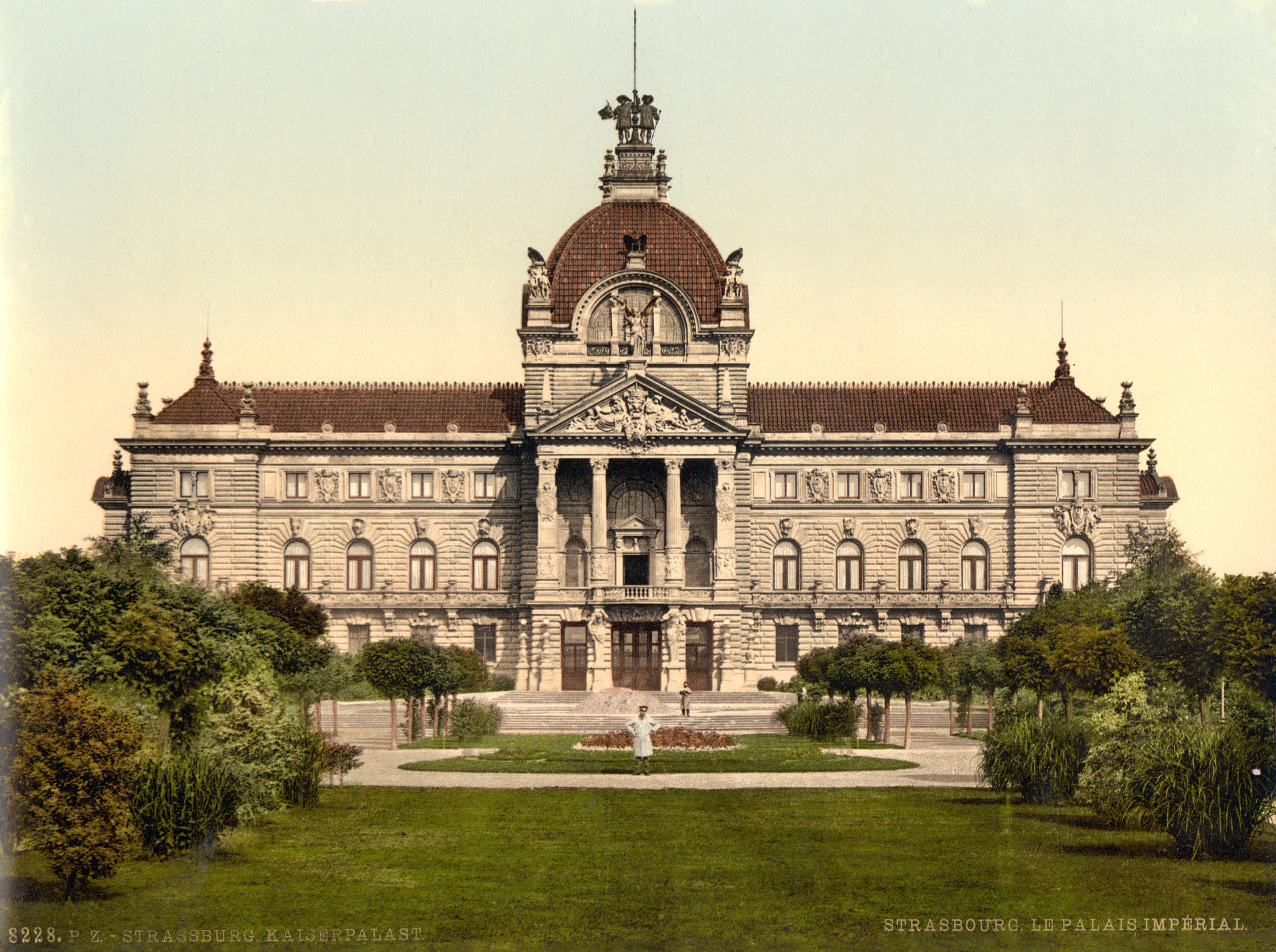
El Palacio del Rin en una carta postal de 1900. Tras su integración como capital al Reichsland Elsaß-Lothringen, la ciudad se benefició de las inversiones para dotarla de nuevos edificios y barrios al gusto imperial que la mostrasen como ejemplo de la potencia emergente alemana. Luego de su retorno a la soberanía francesa tras el armisticio de la Primera Guerra Mundial, el palacio se convirtió en sede de la Confederación del Rin desde 1920, inaugurando la vocación de sede de organismos internacionales de la ciudad.

Desde el momento en que el II Reich declaró la guerra a Francia el 3 de agosto de 1914, el estado mayor alemán preparó una gran concentración de tropas para resistir un eventual asalto galo, aunque durante todo el conflicto la línea del frente se encontró alejada de Estrasburgo. Sin embargo, la población se vio sometida a las restricciones de movimiento y a la suspensión de las libertades individuales y políticas que se generalizaron en todo el Reichsland, aunque gracias a la gestión del alcalde Schwander se lograron mitigar los efectos de la escasez de suministros o la inflación descontrolada de los precios. En 1915 se centralizó el suministro de productos lácteos y se introdujo el uso de cartillas de racionamiento. 
A principios de noviembre de 1918, con el colapso del Imperio y la abdicación del Káiser y en vísperas del armisticio, la Dieta de Estrasburgo con el apoyo de algunas unidades militares se unió al movimiento insurreccional de la Revolución de Noviembre y declaró el 11 de noviembre de 1918, la independencia de la República social de Alsacia y Lorena estableciendo la administración por un consejo de obreros y soldados o soviet.
La ocupación progresiva de las ciudades por las tropas francesas, que llegaron a la ciudad el 21 de noviembre bajo el mando del general Gouraud, a pesar de lo estipulado en el artículo 5.º de la Convención del armisticio, disolvió el breve periodo de independencia y reincorporó, por Decreto del 15 de noviembre la totalidad del territorio a la soberanía francesa, formalizado durante la visita del presidente Raymond Poincaré y de Georges Clemenceau. El retorno no se realizó sin traumatismos y así, se decretó la expulsión de numerosos ciudadanos de ascendencia alemana y funcionarios o la destrucción de todos los símbolos del gobierno imperial alemán. Para entonces, cerca de 3 000 estrasburgueses resultaron muertos durante su servicio en el ejército imperial entre 1914 y 1918.
Pese a los esfuerzos franceses por erradicar la cultura y la lengua alemanas, buena parte de la población siguió siendo germanoparlante hasta bien entrado el siglo XX. 
Sin embargo, a pesar de las delicadas relaciones entre los países vecinos, en 1920, Estrasburgo se convirtió en la sede de la Comisión Central para la Navegación del Rin, una de las primeras instituciones internacionales europeas, que previamente se situaba en Mannheim.

## Anexión al Tercer Reich (1940-1944)
El 19 de junio de 1940 las tropas hitlerianas entraron en la ciudad, evacuada por el ejército francés el día anterior. El 22 de junio, en el armisticio de Compiègne no se incluye ninguna cláusula referente al destino de Estrasburgo como capital alsaciana, pero poco después la región es anexionada para integrarse en el Gau de Elsaß-Baden (Alsacia-Baden) y Robert Ernst, un propagandista pangermanista, es nombrado gobernador de la ciudad. A partir del 11 de julio de 1940 comienza la repatriación de los refugiados en los mismos días que se quema la sinagoga consistorial del quai Kléber, una de las más prestigiosas de Europa pero se rechazan casi la cuarta parte de las personas por ser de ascendencia no germánica, judíos, matrimonios mixtos franco-alsacianos o sospechosos de disidencia política.
A partir de 1942 el administrador nazi de Alsacia o Gauleiter, Robert Wagner, decide la incorporación masiva de jóvenes en la Wehrmacht, que se conocerían posteriormente como los Malgré Nous. Los nazis cambian el nombre de las calles, exhuman los restos del general Kléber, cierran la catedral, deportan a estudiantes estrasburgueses en los campos de Dachau y Buchenwald y ejecutan a personajes políticos como el sindicalista Georges Wodli. El doctor August Hirt realizó para la Ahnenerbe experimentos criminales en el Instituto Anatómico con prisioneros del campo de Struthof-Naztweiler descubiertos tras la liberación de la ciudad. La resistencia se manifiesta en actos como el atentado fallido contra Wagner de mayo de 1941.
A partir de 1943 la ciudad sufre algunos bombardeos de la aviación aliada, siendo el más severo el del 11 de agosto de 1944 que afectó al centro histórico en el que edificios como el palacio Rohan o la catedral resultaron dañados.

## Liberación de Estrasburgo (1944)
El 13 de noviembre de 1944, la 44.ª división de infantería estadounidense inició una ofensiva en el sector de los Vosgos del Norte logrando abrir una brecha en las líneas alemanas por las que penetró el XV cuerpo del ejército aliado. La 2.ª división blindada del general Leclerc se lanzó rápidamente hacia Estrasburgo recorriendo 100 km en 6 días con el apoyo de unidades motorizadas del 2.º batallón y la 324 de infantería. Saverne es liberada el día 22 de noviembre y Estrasburgo en la mañana del día 23 de noviembre, logrando incluso tomar intacto el puente de Kehl. Los alemanes a pesar de su debilitada posición, respondieron al día siguiente destruyendo el puente tras lo cual, el estado mayor americano decidió detener la ofensiva para optar por las rutas del norte. Con esta controvertida decisión, se pudo desaprovechar la oportunidad de finalizar antes la guerra en el frente occidental, ya que sólo en marzo de 1945 se lograría tomar otro puente sobre el Rin en Remagen.
Al día siguiente de la liberación, el 24 de noviembre de 1944 una misión del ejército francés exploró los sótanos del Instituto Anatómico en busca de documentos descubriendo en su lugar decenas de cuerpos humanos y fragmentos sumergidos en cubas de alcohol. Desde el 17 de diciembre de 1944, un equipo de oficiales médicos del órgano de investigación de crímenes de guerra interrogó a diversos testigos y se desplazó al campo de Struthof-Naztweiler para después emitir un informe sobre el episodio de la colección de Hirt. Numerosos documentos firmados por el director administrativo de la Ahnenerbe, Wolfram Sievers, permitieron reconstruir la metódica operación cuya misión era la de crear una muestra de esqueletos para servir de testimonio a las generaciones futuras de lo que habría sido la raza judía una vez exterminada.
En coordinación con Adolf Eichmann, promotor de la Endlössung, Sievers procuró según las instrucciones de Hirt el envío de prisioneros suficientes y en buen estado de salud a la cámara de gas de Struthof, empleando para su asesinato sales de ácido cianhídrico preparadas por el mismo Hirt. La ejecución realizada en varias tandas y supervisada por el Sturmführer del campo Josef Kramer, acabó con la vida de 86 personas de las cuales 30 eran mujeres, mientras que una víctima "87" fue abatida de un disparo al oponer resistencia. Los cuerpos fueron enviados a Estrasburgo donde permanecieron conservados hasta un año más tarde, agosto de 1944, cuando Hirt ordenó la partición de los cuerpos y su decapitación. Los dientes en oro debían serle entregados y las cabezas quemadas. Estas y otros órganos fueron incinerados en el cementerio de Estrasburgo-Robertsau. Por orden de Hirt, todos los tatuajes con los números de registro sobre la piel de los cuerpos fueron extirpados salvo los del único cuerpo identificado de los 86, el del judío berlinés de origen polaco Menahem Taffel.

## De 1945 a 2000
Tras el fin de la guerra, Estrasburgo se convirtió en símbolo de la reconciliación francoalemana y por extensión, europea, al ser elegida sede del Consejo de Europa en 1946. Posteriormente, el desarrollo de la Unión Europea contribuyó a afianzar el carácter institucional internacional de la ciudad, a imagen de ciudades como Ginebra o Nueva York, al asignársele, sin ser capital de estado, la sede de importantes organismos relacionados con el proyecto de construcción europeo, como el Parlamento Europeo. Durante los años 1960 y 1970, la ciudad experimentó una fuerte expansión demográfica impulsada por el progreso económico favorecido por su tradicional posición estratégica de comunicaciones en el corazón de Europa, que la llevó a extender su influencia incluso en áreas vecinas de Alemania como la ciudad de Kehl, integrada en la Comunidad Urbana de Estrasburgo o CUS, pero también a generar como en otras grandes ciudades de Francia, barrios con elevadas tasas de ocupación de población desfavorecida, generalmente de origen inmigrante. En el terreno cultural, desde los años 1960 Estrasburgo se convirtió en la capital del renacimiento de la cultura regional con el impulso del uso del idioma alsaciano en los ámbitos del teatro, la televisión local o su empleo por figuras relevantes. En paralelo, desde las instituciones de la ciudad se promovió entre los ciudadanos el conocimiento del alemán, siendo desde 1992 centro de las emisiones de la cadena de televisión bilingüe Arte.
En las décadas de 1950 y 1960 la Universidad de Estrasburgo, heredera de la tradición humanista del Renacimiento, fue diversificando sus disciplinas y extendiéndose a nuevos edificios para dar cabida al rápido crecimiento de estudiantes que pasaron de 5.544 en 1956 a 16.221 en 1966, acogiendo a eminentes investigadores como Jean-Marie Lehn, premio Nobel de química en 1987.
En octubre de 1988 con ocasión de la celebración del bimilenario de la ciudad fundada como Argentoratum, el papa Juan Pablo II visitó la catedral y dirigió un oficio religioso en el que se celebró la reconciliación franco-alemana.
Durante los años 1990, la ciudad promovió la realización de importantes estructuras de mejora de la red de servicios de transporte urbano.

## SigloXXI
La primera década del siglo XXI quedó marcada por la realización de una de las demandas más reclamadas por los poderes públicos locales del Este de Francia en el terreno de las comunicaciones: la conexión con el tren de alta velocidad. Los trabajos de ampliación de la red de conexión nacional ferroviaria para su enlace con París y la región del Ródano y el Mediterráneo llevaron a la reforma de la estación central, construida en tiempos del Segundo Imperio. El 3 de abril de 2007 un convoy TGV en pruebas en la línea París-Estrasburgo alcanzó el récord de velocidad mundial en vía férrea en 574,7 km/h. Finalmente, la línea París-Estrasburgo quedó inaugurada comercialmente el 10 de junio de 2007, permitiendo realizar el trayecto entre ambas ciudades en 2 horas y 20 minutos.
En el ámbito de la cooperación transfronteriza, en 2005 fue aprobada una convención entre la CUS y las autoridades de la vecina Ortenau para la constitución del Eurodistrito Estrasburgo-Ortenau, agrupando a una población de cerca de 1 millón de habitantes de las ciudades de Estrasburgo, Kehl, Offenbourg, Lahr y Achern. La convención establece la cooperación en proyectos comunes de transportes, urbanismo, educación, salud, empleo y medioambiente. En este contexto y como paso a su integración con otras instituciones, el 1 de enero de 2009 se formalizó la fusión de las tres universidades estrasburguesas, Louis-Pasteur, Robert-Schumann y Marc-Bloch, en el único centro universitario de la nueva Université de Strasbourg. El establecimiento de la administración única universitaria permitió igualmente recrear la antigua tradición surgida con la fundación de la universidad de Estrasburgo en el siglo XVI.
En política internacional, la capitalidad de Estrasburgo ha sido escenario de varios episodios de interés mundial. El 6 de abril de 2001 la desarticulación en Alemania e Italia de una célula terrorista internacional compuesta por 6 personas, pudo desbaratar los planes de la red inspirada por Osama bin Laden para perpetrar un atentado con explosivos en la Catedral de Estrasburgo, durante la celebración del Marché de Noël, mercadillo tradicional que tiene lugar durante el mes de diciembre. La noticia llegó varios meses antes de los Atentados del 11 de septiembre de 2001 en Nueva York y del estallido de una nueva guerra en Afganistán, una de sus consecuencias inmediatas.
Entre el 2 y el 4 de abril de 2009, la cuestión de Afganistán fue uno de los asuntos tratados en Estrasburgo durante la cumbre de la OTAN que decidió entre otras cuestiones, la vuelta de Francia a la estructura integrada de la que se había separado en los años 1960 por decisión de De Gaulle. La cumbre permitió la visita a la ciudad del recién nombrado presidente de los Estados Unidos, Barack Obama, quien mantuvo un encuentro bilateral con el presidente francés Nicolás Sarkozy, en el Palacio Rohan. Ese mismo día, Obama celebró un encuentro con varios miles de jóvenes en la Sala Rhenus en el que respondió a cuestiones planteadas por los asistentes, mientras que su esposa, Michelle Obama, visitó al día siguiente el centro histórico y la catedral. Durante la cumbre de la OTAN, numerosas organizaciones convocaron marchas de protesta y un campamento fue establecido en Ganzau para albergar a muchos de los manifestantes. Una de las marchas que partió de Kehl terminó en graves disturbios que se extendieron durante la noche en el barrio del Puente de Vauban, provocando el incendio de un hotel y el desalojo de numerosos vecinos.

## Otras obras
- Jean-Jacques Hatt, Argentorate Strasbourg. Ed. Presses universitaires de Lyon, 1993. ISBN 2-7297-0471-X
- - 12, aux origines de Strasbourg. Editions des Musées de la ville de Strasbourg, 1988